# Sophienkirche (Dresden)

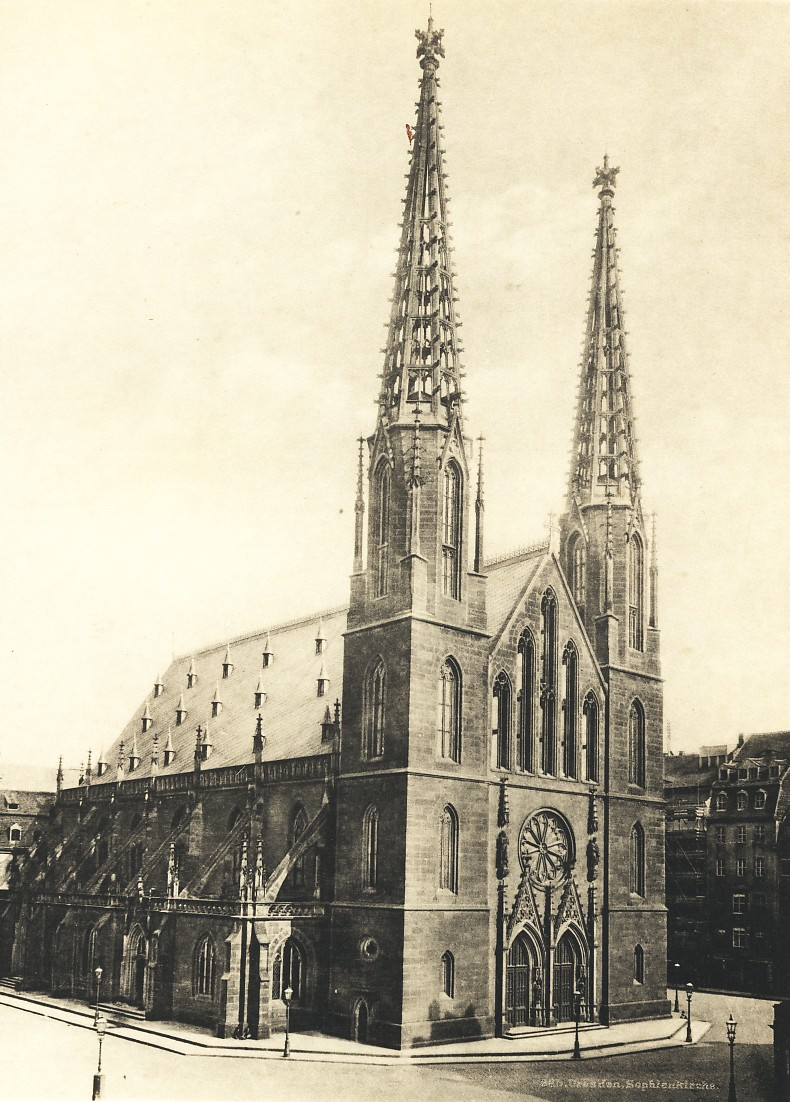
Foto der Sophienkirche 1910

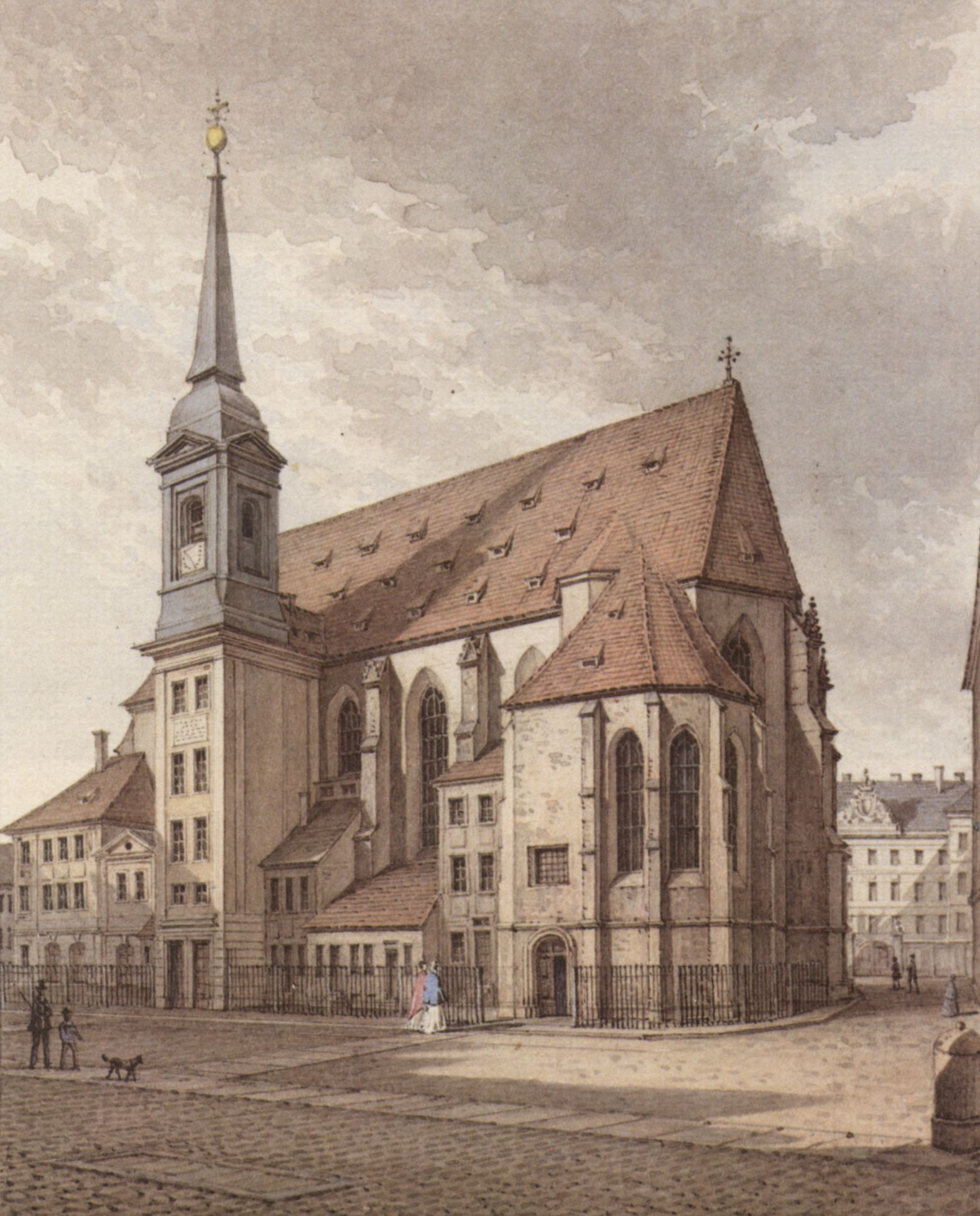
Die Sophienkirche 1852 auf einem Aquarell von Christian Gottlob Hammer

Die Sophienkirche war ein evangelischer Sakralbau unweit des Zwingers in Dresden. Sie ging aus der vor 1265 in Bettlerordensarchitektur errichteten Kirche des Franziskanerklosters hervor. Ihre Ruine war zum Zeitpunkt ihres Abbruchs der letzte in seiner Grundsubstanz erhaltene gotische Kirchenbau der Stadt. Die Franziskanerkirche wurde mit dem zugehörigen Kloster nach der Reformation entweiht und als Lagerhalle verwendet. Erst 1602 wurde sie als Sophienkirche neu geweiht. Sie war – inzwischen äußerlich umgestaltet – bis 1918 die evangelische Hofkirche Dresdens und damit die Hauptkirche des lutherischen Königreichs Sachsen. Nach dem Ende der Monarchie war sie ab 1922 als Domkirche St. Sophien Sitz des sächsischen Landesbischofs.
Die Sophienkirche hatte den frühesten bildhauerischen Schmuck, der im Raum Dresden nachgewiesen ist. Zwei Büsten auf Konsolen sind zudem die ersten überlieferten bildlichen Darstellungen von Dresdner Bürgern.
Die Luftangriffe auf Dresden ab 13. Februar 1945 mit mehr als 20.000 Toten zerstörten große Teile der Innenstadt. So brannte auch die Sophienkirche völlig aus. Ihre Gewölbe stürzten in deren Folge am 28. Februar 1946 in sich zusammen. Kurz zuvor konnte das bewegliche Kunstgut noch geborgen werden.
In den 1950er Jahren gab es architektonische Entwürfe zur Nutzung der Ruine. Schließlich dominierten politische Entscheidungen. Trotz zahlreicher, auch über die Grenzen der DDR hinausgehende Proteste wurde die Ruine der Sophienkirche 1962 und 1963 abgetragen.
Eine 1967 eröffnete Großgaststätte stand auch auf Teilen des Grundrisses der Kirche.
Seit den 1990er Jahren wird das Gedenken an die Sophienkirche auch öffentlich gepflegt. Die „Gesellschaft zur Förderung der Gedenkstätte Sophienkirche Dresden e. V.“, gegründet von Hilde Herrmann (1920–2013), begleitete den Bau der Gedenkstätte. Die Gesellschaft warb beträchtliche Beträge von mehr als 1000 Spendern ein. Sie gestaltete Nutzungskonzepte und betreut heute die 2020 fertiggestellte Gedenkstätte Sophienkirche.

## Lage

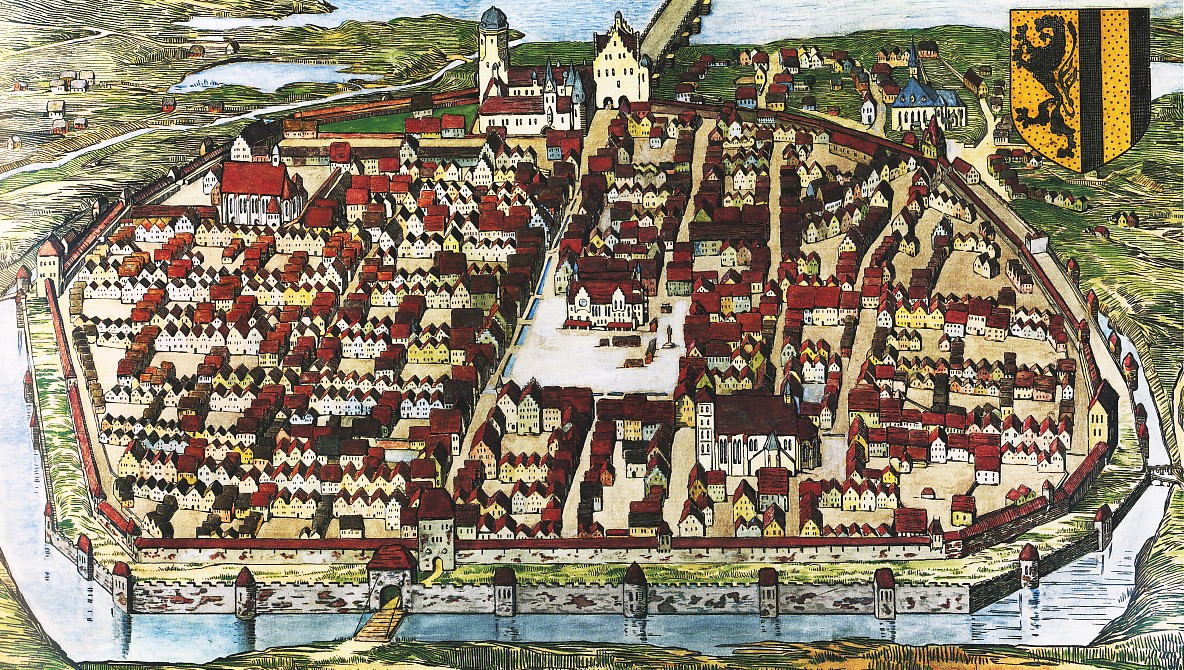
Dresden vor der Remparierung ab 1519: im Nordwesten das Franziskanerkloster mit Kirche, im Norden das Dresdner Schloss und die alte Elbbrücke, im Nordosten die alte Frauenkirche; im Südosten die alte Kreuzkirche, in der Mitte der Altmarkt

Die Franziskaner ließen sich im 14. Jahrhundert in Dresden an einem „ziemlich unbeachteten Platz … in der Nähe der [westlichen] Stadtmauer“ nieder, wo sie ein Kloster mit Kirche gründeten. Diese lag zwischen dem Wilschen Stadttor und dem markgräflichen Schloss. Hinter der Stadtmauer, unmittelbar westlich der Kirche, floss der Hauptarm des Kaitzbaches in die unweit nördlich gelegene Elbe.
Erst mit Anlage des Dresdner Zwingers nordwestlich der Kirche und des nordöstlich benachbarten Taschenbergpalais im 18. Jahrhundert begann „die Freistellung der Kirche und ihre Wirkung in die Räume der Umgebung“. Das wesentliche Merkmal der Sophienkirche war bis zur Umgestaltung im späten 19. Jahrhundert nicht ihr Turm, sondern das hohe Dach mit drei Reihen von Schleppgauben.

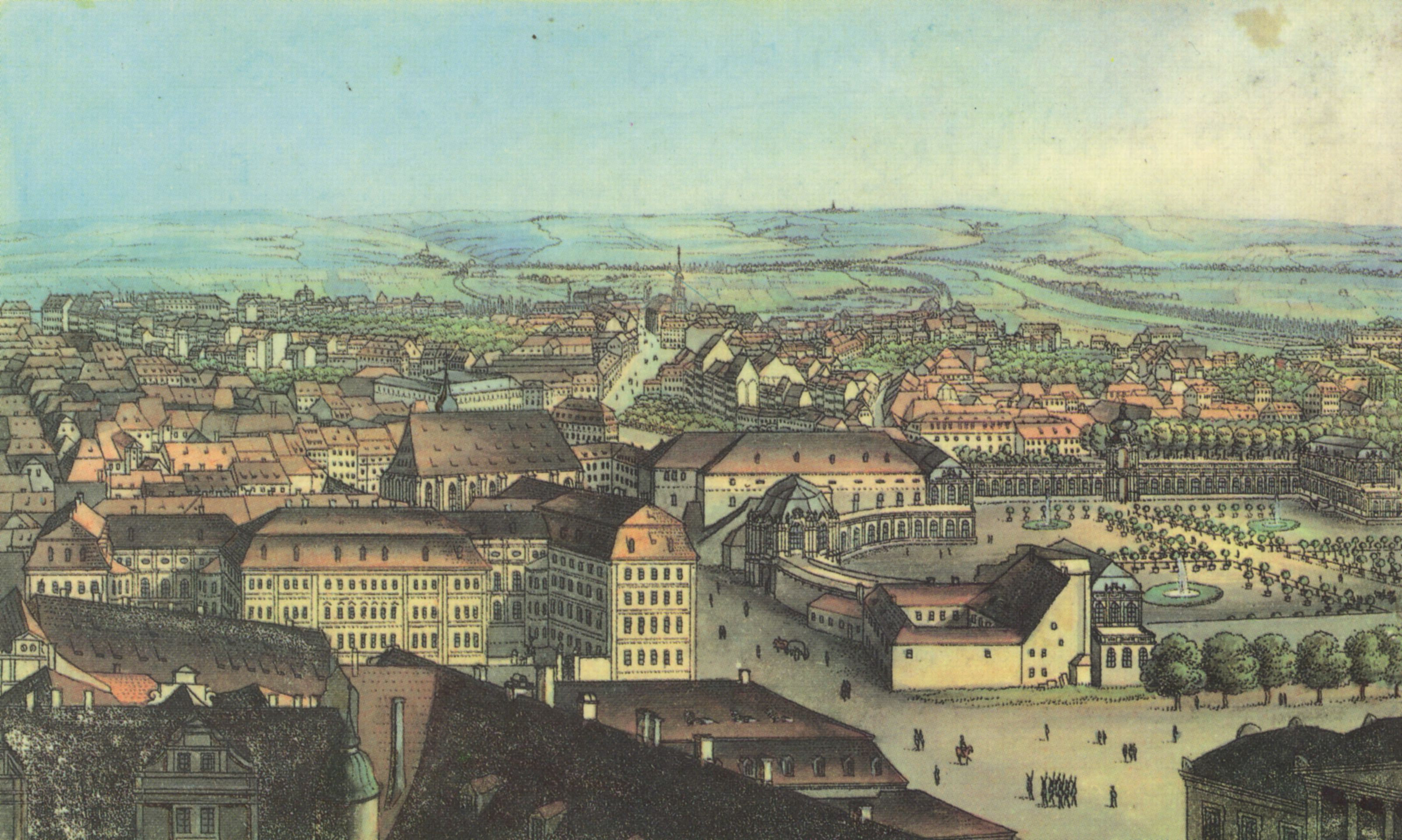
Lage der Sophienkirche 1833

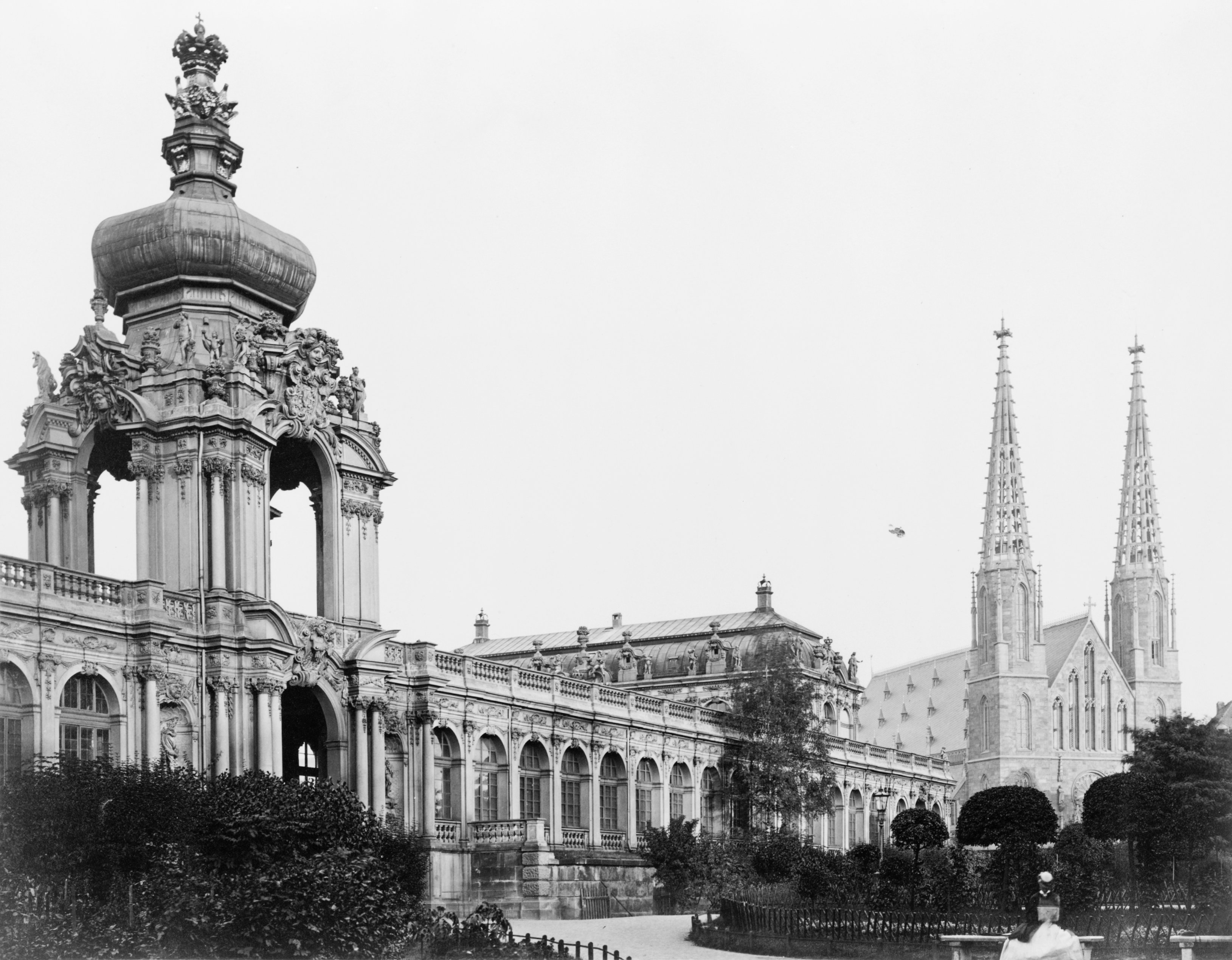
Städteräumliche Beziehung von Zwinger (Kronentor) und Sophienkirche

1811 begann die Schleifung der Stadtbefestigungen. Die Stadtgräben wurden verfüllt und die südwestlich der Sophienkirche gelegene Freifläche als Wilsdruffer Platz angelegt. Von diesem aus, an der Westfront der Sophienkirche vorbei hin zum Zwinger und Schloßplatz, legte man die Sophienstraße an. In sie mündeten die Kleine Brüdergasse nördlich der Kirche und die Große Brüdergasse südlich von ihr. Beide Straßen wurden nach den Klosterbrüdern benannt und existierten bereits im 14. Jahrhundert.
Eine Zeichnung aus dem Jahr 1833 zeigt die damalige Lage der Sophienkirche vom Schlossturm aus gesehen. Im Vordergrund ist das Schloss erkennbar, dahinter das Taschenbergpalais und das markante Dach der Sophienkirche. Im Westen, auf dem Bild rechts, liegt der Zwinger, daneben das 1849 abgebrannte Opernhaus am Zwinger, das Matthäus Daniel Pöppelmann erbaut hatte. Es wurde später durch die Semperoper ersetzt.
Durch den Umbau der Sophienkirche mit zwei markanten Türmen bis 1868 trat sie „in den Dialog mit den übrigen Türmen der Stadt“ und wurde zum zentralen „Blickpunkt aus den strahlenförmig vom Postplatz abgehenden Straßen“. Die Bedeutung der Kirche im städtischen Kontext stieg, als sich der frühere Wilsdruffer Platz, 1865 in Postplatz umbenannt, zu einem Verkehrsknotenpunkt der Stadt entwickelte. Das 1911 erbaute Palasthotel Weber und das bis 1913 errichtete Gebäude des Staatsschauspiels Dresden ergänzten das städtebauliche Ensemble Sophienkirche–Zwinger–Schloss in westlicher Richtung. Vor 1945 war die Sophienkirche im Norden vom Taschenbergpalais und dem Dresdner Schloss, im Osten und Süden von barocken Wohnhäusern und im Westen vom Zwinger sowie vom Palasthotel Weber und vom Schauspielhaus umschlossen.
Das alte städtebauliche Gefüge wurde bei der Bombardierung Dresdens gänzlich zerstört und nach 1945 nur in Teilen und ohne die Sophienkirche wiederhergestellt. Die Rekonstruktion des Zwingers kam 1963 weitgehend zum Abschluss. Bis 1995 erfolgte der Wiederaufbau des Taschenbergpalais. Auf der Fläche der Sophienkirche entstand 1998 und 1999 das Haus am Zwinger nach einem Entwurf des österreichischen Architekten Heinz Tesar. Die geschwungene Spitze dieses langgestreckten Bürogebäudes (im Volksmund Advanta-Riegel) endet am früheren Standort des nördlichen Turms der Sophienkirche. Südlich benachbart befindet sich der 2007/2008 errichtete Wilsdruffer Kubus.

## Bau- und Nutzungsgeschichte

### Von der Klosterkirche zur Sophienkirche

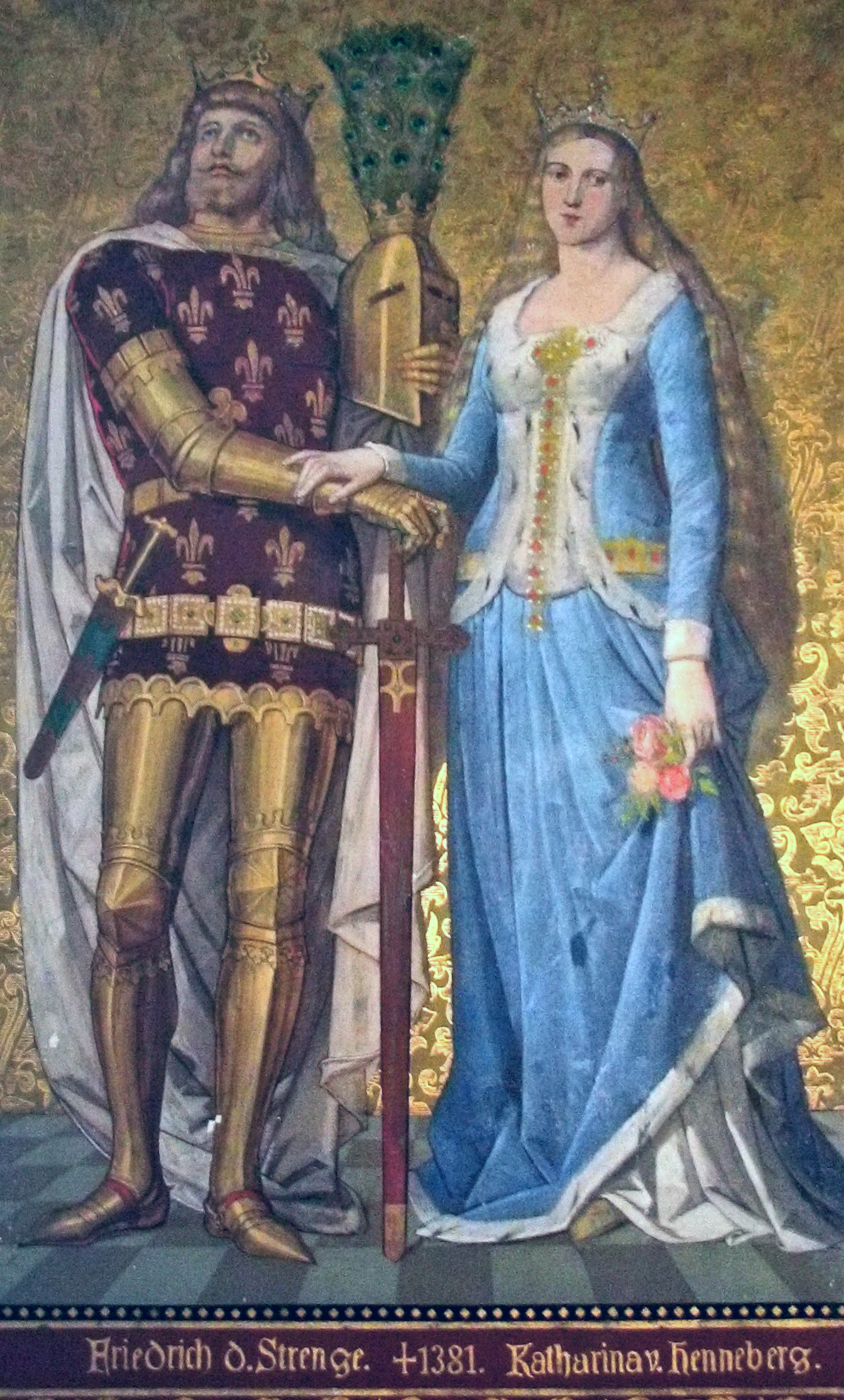
Stifter der Klosterkirche Friedrich der Strenge und Katharina von Henneberg auf einem Gemälde aus dem 19. Jahrhundert

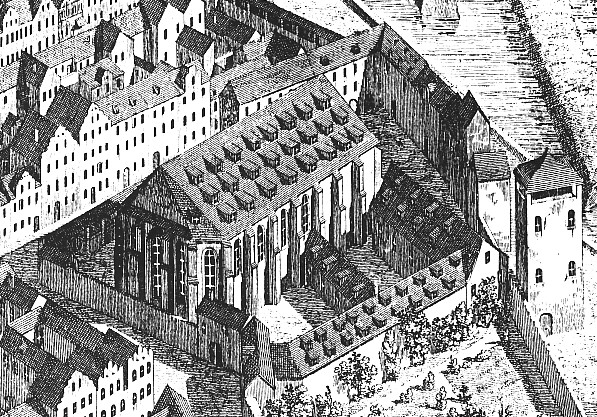
Die Franziskanerkirche 1634, Ausschnitt aus einem Stich aus der 1. Hälfte des 19. Jahrhunderts

Das 1272 erstmals erwähnte Franziskanerkloster in Dresden hatte zunächst eine flachgedeckte, einschiffige Saalkirche. Sie hatte einen geraden Chorabschluss und war rund 44 Meter lang, 11,5 Meter breit und rund 17 Meter hoch. Im Jahr 1351 erwies Markgraf Friedrich der Strenge dem Kloster seine Huld, indem er ihm eine neue Kirche stiftete. Auf Friedrich den Strengen und seine Gattin Katharina von Henneberg als Stifter verwiesen vier Wappensteine in der Kirche, die den thüringischen Löwen und die hennebergische Henne zeigten. Untersuchungen von 1962 bis 1964, kurz vor Abriss der Kirche, ergaben, dass für den Neubau 1351 auch Teile des Vorgängerbaus Verwendung gefunden hatten. So waren das vorhandene Mauerwerk der West- und Nordseite beibehalten und lediglich erhöht worden. Die Entstehungszeit dieser ältesten Teile legten Architekturhistoriker auf „etwa 1250“ fest.
Der neue Kirchen(um)bau entsprach den Regeln des Ordens und war schmucklos gehalten. Als Predigtkirche hatte das Gebäude einen saalartigen, dreijochigen Innenraum, der allen Gläubigen das gute Hören der Predigt ermöglichte. Die Kirche wurde dabei um ein zweites Schiff nach Süden erweitert, wobei ein aus einem Achteck gebildeter Chor jedes Schiff schloss. Beide Schiffe waren gleich hoch und weitgehend symmetrisch angelegt. Der Kirchenbau „beansprucht [daher] in der deutschen Baukunst eine besondere Stelle“. Im Jahr 1400 entstand die Busmannkapelle als Anbau an den südlichen Chor.
Baumeister Nicolaus Locher leitete 1421 die Verlängerung des östlichen Teils der Kirche um zwei Joche nach Westen. Am 14. Juli 1421 begann der Bau des Westgiebels, vor dem mittig ein starker Strebepfeiler die innere Zweiteilung des Gebäudes deutlich machte. In der zweiten Hälfte des 15. Jahrhunderts wurde die Kirche im Inneren überwölbt, dies jedoch „nicht sehr geschickt … ausgeführt“; so wies die Ungleichmäßigkeit des Gewölbes auf eine längere Bauperiode hin.
Nach der Einführung der Reformation in Sachsen übergab Herzog Heinrich der Fromme 1541 das Kloster samt Kirche dem Rat der Stadt Dresden, der die Gebäude jedoch nicht nutzte. Heinrichs Nachfolger Moritz richtete 1544 auf dem Klostergrundstück und in der Sakristei im Kloster ein Zeughaus ein. Nach dem Bau des eigenständigen Dresdner Zeughauses im Jahr 1563 dienten die Kirchenräume zur Lagerung von Meersalz, Getreide und anderem Proviant. Dafür wurden die Glasfenster entfernt und teilweise zugemauert, um die gelagerten Waren vor Diebstahl und Witterungseinflüssen zu schützen. Unter dem Deckengewölbe zog man zwei Getreideschüttböden ein und stellte auf dem Fußboden der Kirche Bretterverschläge auf. Zudem war in der einstigen Klosterkirche eine Werkstatt zur Anfertigung von Weinkufen für die Hofkellerei untergebracht, was der Kirche zu der Zeit die Bezeichnung Kuffenhaus einbrachte.
Der 1655 formulierten Bitte des Rates der Stadt, die Klosterkirche wieder als Sakralbau nutzen zu dürfen, entsprach Kurfürst August nicht. Erst als die alte Frauenkirche und die alte Kreuzkirche als Begräbnisstätten nicht mehr ausreichten, wurde einem erneuten Antrag des Rates der Stadt 1596 stattgegeben; auch die Kurfürstenwitwe Sophie sorgte dafür, dass 1598 der Gottesdienst in der Kirche wieder aufgenommen wurde. Der Rat bat in seinem Antrag nur um die Rückgabe der „Kirche mit den beiden Getraideböden und d[e]s kleine[n] Vorhöfchen[s] gegen die große Brüdergasse zu einem Begräbnisse für die von Adel und anderes vornehme Hofgesinde und Bürger zu räumen und einzuthun“ und verzichtete auf die restlichen Klosterbesitzungen. Nach ihrer Räumung übernahm der Rat der Stadt im Juni 1599 die Klosterkirche, die durch die jahrelange zweckfremde Nutzung erheblich beschädigt worden war und instand gesetzt werden musste. Der Rat versuchte durch Vermittlung des Hofpredigers Polycarp Leyser, Sophie von Brandenburg als Geldgeberin zur Restaurierung zu gewinnen, und bot der Kurfürstin im Gegenzug an, die Kirche nach ihr zu benennen:

„Damit der Münche Nahmen Barfüssler Closter Kirche Abgeschafft, dieselbe nach E. Churf. Gn. Taufnahmen Zum ewigen gedechtnus Zu Sanct Sophien nennen zu lassen.“

Das Gesuch blieb ohne Antwort, sodass Anleihen die Instandsetzung der Kirche von 1599 bis 1602 finanzieren mussten. Beim Umbau wurden unter anderem der Boden der Kirche durch Schutt und Sand erhöht, zahlreiche Grabsteine entfernt und Zugänge zu den Getreideböden geschlossen. In die Zeit der Fertigstellung der Kirche fielen auch Instandsetzungsarbeiten am Dresdner Schloss, dessen Kapelle daher nicht für den Hofgottesdienst zur Verfügung stand. Der Rat der Stadt gab einem Gesuch des Kurfürsten Christian statt, für diese Zeit die ehemalige Klosterkirche zum Hofgottesdienst zu nutzen. Am 24. Juni 1602 hielt Polycarp Leyser die erste Predigt im Gotteshaus, das als „Kirche zu Sanct Sophien“ geweiht wurde. „Mit dieser Bezeichnung war die Ehrenbezeigung verwirklicht, welche der Rat schon im Jahre 1599 der Kurfürstin-Witwe zugedacht hatte, zugleich war der Name in geistreicher Beziehung auf den Zweck der Kirche als Begräbniskirche gewählt.“ Kurfürst Christian hatte der Namensgebung am 22. Juni 1602 per Reskript zugestimmt.

### Die Sophienkirche unter Sophie von Brandenburg
Bereits im September fand der Hofgottesdienst wieder in der Schlosskapelle statt. Der Plan des Rates der Stadt, in der Kirche regelmäßig Gottesdienste abzuhalten, war damit nicht aufgegangen. Die Sophienkirche diente in den folgenden Jahren ausschließlich als Stätte für Begräbnisse, die sich wegen der Bestattungskosten in Höhe von 50 Talern nur die obersten Schichten der Stadt leisten konnten. Zudem entstand unter dem Altarbereich im Jahr 1603 ein Gewölbebau als fürstliche Begräbnisgruft. In ihm fanden unter anderem 1632 Johann Wilhelm von Sachsen und 1635 Sophie von Pommern ihre letzte Ruhe.
Die Einwohner Dresdens wünschten eine Kirche mit öffentlichem, allgemeinem Gottesdienst; Sophie von Brandenburg unterstützte sie dabei. Sie trat mit dem Rat der Stadt in Verbindung, der ihr die Kirche gegen Zahlung einer Entschädigung überließ. Voraussetzung war dabei, dass die Kirche auch weiterhin als Beerdigungsstätte diente.
Die Kirche unterstand Sophie von Brandenburg bis 1610. In dieser Zeit ließ sie die Kirche aus ihren Mitteln baulich instand halten. Die bedeutendste Stiftung, die Sophie von Brandenburg der Sophienkirche zukommen ließ, war 1606 der sogenannte Nosseni-Altar, der bis 1945 der Hauptaltar blieb. 1610 gab Sophie von Brandenburg Kirche und Verwaltung an den Rat der Stadt zurück. Gleichzeitig stiftete sie 3000 Gulden, aus deren Zinsen Kirchen- und Schuldiener zusätzliche Einkünfte erhalten sollten.

### Die Sophienkirche als evangelische Hofkirche

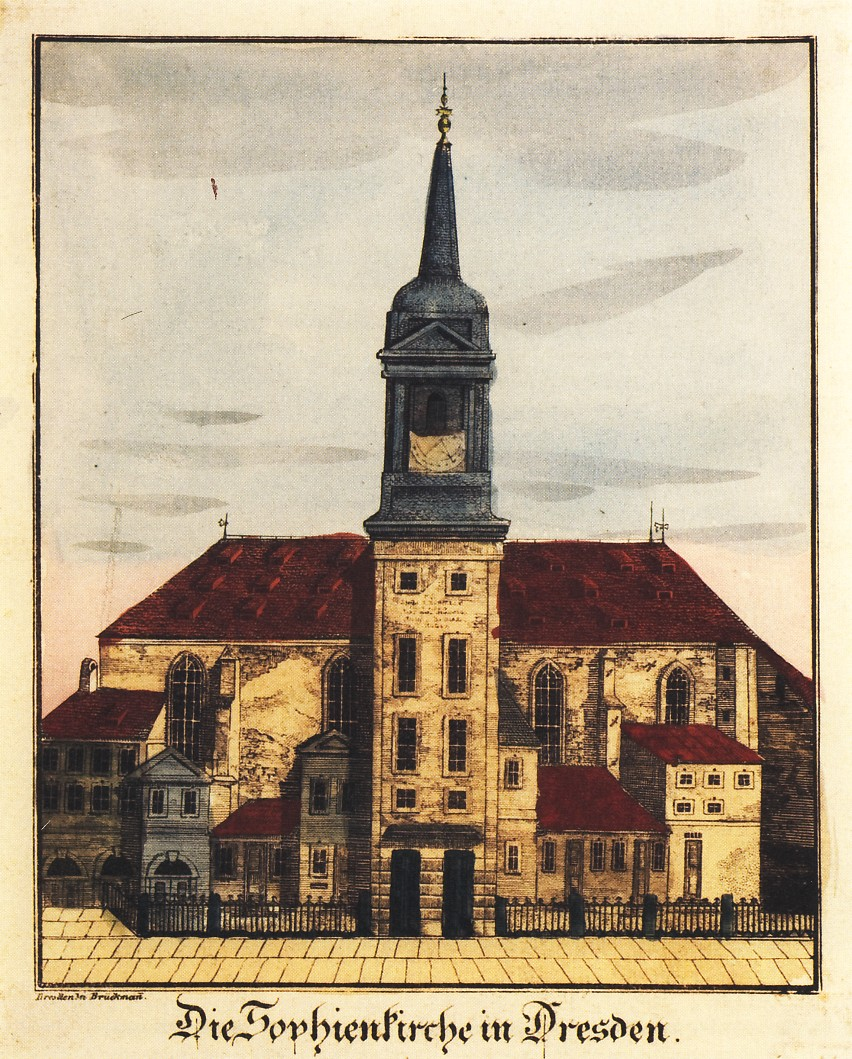
Die Sophienkirche vor 1840 auf einer kolorierten Lithografie eines unbekannten Künstlers

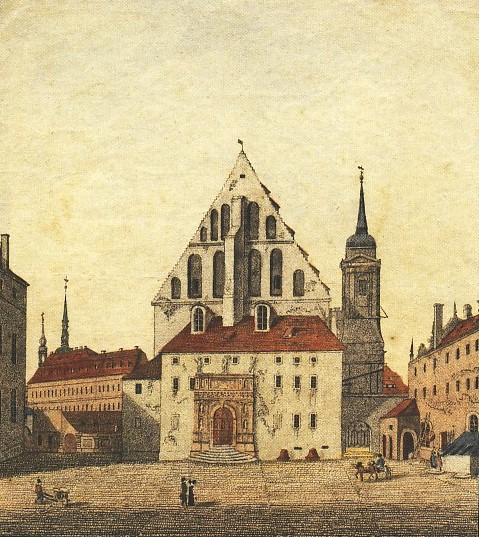
Die Sophienkirche mit Goldenem Tor um 1800, kolorierte Lithografie von Johann Franke

Bis 1737 erfolgten kleinere bauliche Veränderungen an der und um die Kirche. 1619 erhielt der Kirchhof, der an die Süd- und Ostseite der Kirche anschloss, eine Mauer mit Schwibbögen. Das Gewölbe der Kirche, das durch die jahrelange Salzlagerung zerfressen war, wurde 1625 instand gesetzt. Von 1695 bis 1699 bekam die Sophienkirche eine neue Empore für Soldaten und Personen von Stand sowie eine königliche Empore. 1696 wich der noch aus Klosterzeiten bestehende Kreuzgang hinter der Kirche dem Neubau einer Sakristei. Diese war notwendig, da zusätzlich zu der 1611 durch den Kurfürsten erlaubten Sonntagspredigt ab 1693 eine zweite in der Kirche stattfinden durfte und aufgrund starken Besuchs zunehmend Platzmangel für kirchliches Gerät herrschte.
1737 betraf eine Umgestaltung im Inneren des Dresdner Schlosses auch die Räume der alten Schlosskapelle. Wo die Hofprediger den protestantischen Gottesdienst abgehalten hatten, entstand neue Wohnfläche. Kurfürst Friedrich August II. ordnete per Reskript vom 29. Mai 1737 an den Superintendenten Valentin Ernst Löscher und den Rat der Stadt an, dass der Hofgottesdienst unverzüglich in die Sophienkirche zu verlegen sei, um einen störungsfreien Ablauf der Gottesdienste zu gewährleisten. Gleichzeitig sollten Kirchengerät, Ornat und die vier auf dem Schlossturm befindlichen Glocken in die Sophienkirche überführt werden. Oberhofprediger Bernhard Walther Marperger hielt am 16. Juni 1737 den ersten Hofgottesdienst in der Sophienkirche ab, die nun den Status einer Hofkirche hatte. Sie war von 1737 bis 1923 auch Heimat der evangelischen Kapellknaben. Durch ihren neuen Status als Hofkirche war die Sophienkirche die bedeutendste evangelische Kirche der Stadt Dresden und „Hauptkirche des lutherischen Sachsen“. Sie behielt den Status als Hofkirche bis zum Ende des Königreichs Sachsen 1918.
Aufgrund der neuen Nutzung musste die Kirche baulich verändert werden. Bereits 1736 hatte Zimmermeister George Bähr den Entwurf für einen Glockenturm geliefert, dessen Bau an der Südfront der Kirche Johann Christoph Knöffel im Jahr 1737 leitete. Die Bauausführung lag in den Händen von George Bähr, Maurermeister Johann Gottfried Fehre und Steinmetzmeister Johann Friedrich Lutz; die Baukosten betrugen 2536 Taler. In den vergoldeten Turmknopf schloss man eine Denkschrift und Münzen ein. Am 15. Juni 1737 erklangen zum ersten Mal die Schlosskapellenglocken vom neuen Turm der Sophienkirche. Die dem Gottesdienst beiwohnenden Hofbeamten benötigten ein Gestühl. Der Fußboden der Kirche, der bis dahin mit Grabplatten der ab 1602 Bestatteten bedeckt war, wurde mit Schutt bedeckt, darüber wurden Bretter verlegt. Bereits 1773 musste das Provisorium erneuert werden.
Ebenfalls 1737 wurde das sogenannte Goldene Tor, das bisher den Eingang zur Schlosskapelle im großen Schlosshof gebildet hatte, an den Vorbau der Westfassade der Sophienkirche versetzt. Es galt als „eines der edelsten Werke der Frührenaissance in Sachsen“.
In der zweiten Hälfte des 18. Jahrhunderts kam es zu Problemen mit dem Kirchendach. Bereits 1755 war die Umdeckung des Kirchendachs wegen des Siebenjährigen Kriegs halb ausgeführt unterbrochen worden, sodass die Witterung im ungedeckten Teil der Kirche Schäden anrichtete und Teile des Dachfußbodens morsch wurden. Erschwerend kam hinzu, dass sich der Hof 1597 das Recht vorbehalten hatte, den Dachboden der Kirche weiterhin als „Hof- und Futterboden zum Aufschütten des Hofgetreides“ zu nutzen. Das Gewicht des Getreides belastete die Dachkonstruktion zusätzlich; das Getreide konnte erst entfernt werden, nachdem der Kurfürst 1778 gegen eine Entschädigung auf sein Recht verzichtet hatte.
Weitere Baumaßnahmen betrafen vor allem die Fenster. Man entfernte das gotische Maßwerk und ersetzte die Butzenscheiben durch einfache Glasfenster, die mehr Licht in die Kirche ließen. Zudem erhielt die Kirche im Inneren einen weißen Anstrich. Im Jahr 1794 wurde die Kirchhofmauer erhöht, da der Lärm der Reiter und Kutschen auf der Großen Brüdergasse zunehmend den Gottesdienst störte. Von 1794 bis 1824 erfolgte die Säkularisation des Sophienkirchhofs.

### Umbauten im 19. Jahrhundert

#### Innenumbau 1834

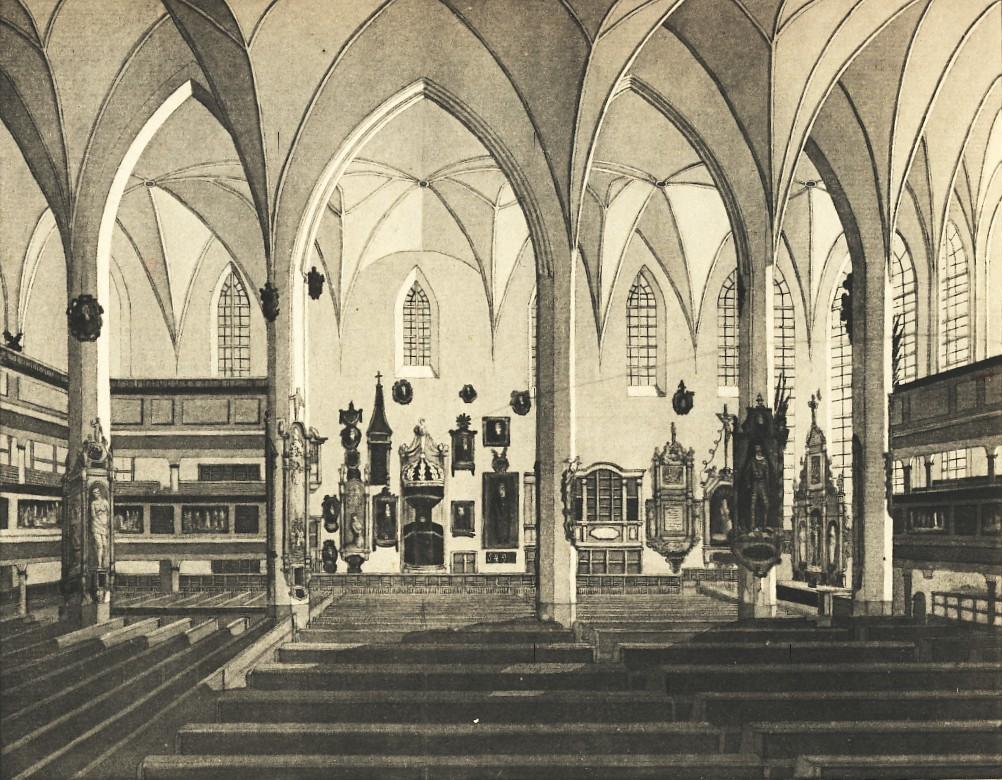
Das Innere der Sophienkirche um 1825. Heute verschollenes Aquarell von Kannegießer

Im Jahr 1834 erfolgte ein grundlegender Umbau des Inneren der Sophienkirche. Ziel war, die Kirche, die nach den ersten Veränderungen der Fensterverglasung immer noch düster wirkte, noch heller und damit freundlicher zu machen. Dafür wurde neben der Kanzel eine neue Fensteröffnung durchgebrochen und das Fenster über der Kanzel vergrößert. Die inneren Türen erhielten Glasscheiben, die Innengemäuer bekamen Vergoldungen und einen hellen Ölanstrich, steingrün die Wände und helles Steingrün die Deckengewölbe. Die Pfeilerabschlüsse wurden in Weißgrau und die Emporen in Weiß mit Bronzeleisten gestrichen. Das Gestühl erhielt einen geaderten eichenbraunen Anstrich.
Die Kirche bekam zudem einen neuen Zugang von der Zwingerseite aus. Dafür verschwanden die Betstübchen der Familie Freiberg. Die Kirchenbänke wurden lockerer aufgestellt, der Platz um den Nosseni-Altar wurde erweitert und mit Stufen versehen. Mehr Raum entstand durch das Entfernen zahlreicher Epitaphien und anderer Kunstwerke. Die epitaphähnlichen, ausladenden Rahmen der Gemälde von Geistlichen der Sophienkirche ersetzte man durch moderne Rahmen. Das am ersten Pfeiler im westlichen Kirchenschiff angebrachte Nosseni-Epitaph fand unter der Westempore seinen neuen Platz. Die die Kanzel bekrönende Figur der Mater Dolorosa wich einem einfachen Goldkreuz. Die Wiederweihe der Sophienkirche nach dem Innenumbau erfolgte am 24. November 1834.

#### Außen- und Innenumbau 1864 bis 1875

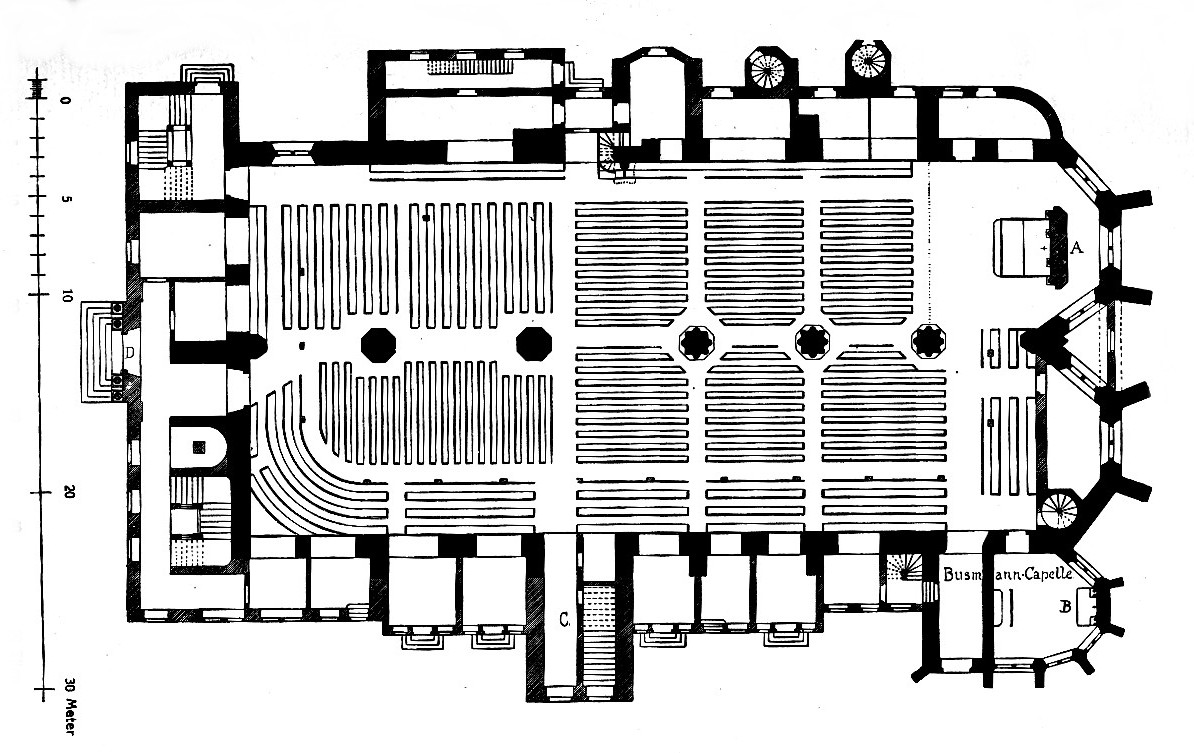
Grundriss vor 1864

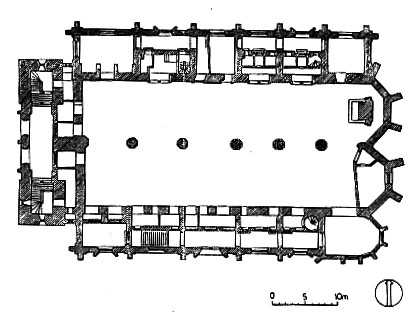
Grundriss nach 1868

Zwanzig Jahre nach der inneren Umgestaltung wurde auch das Äußere der Kirche als nicht mehr zeitgemäß angesehen. Vor allem der benachbarte, nach einem Brand 1849 grundlegend erneuerte Zwinger ließ die Sophienkirche umso renovierungsbedürftiger erscheinen. Besonders in der Kritik standen der massive Backsteingiebel an der Westseite und Anbauten um das Goldene Tor. Am 15. Juni 1854 entschloss sich der Rat zu Dresden unter der Leitung von Oberbürgermeister Friedrich Wilhelm Pfotenhauer, die Verblendung des Giebels und einen neuen Portalbau auszuschreiben. Die Vorschläge sollten sich sowohl am Stil des Dresdner Zwingers als auch am Goldenen Tor orientieren, das erhalten bleiben sollte. Gleichzeitig gab der Rat der Stadt zu bedenken, dass „nach Befinden in Zukunft an die Flanken des Portalbaues zwei dem Giebelbaue entsprechende Thürme gestellt werden können, ohne daß beim Eintritt dieser Eventualität ein theilweiser Abbruch des jetzt herzustellenden Baues erforderlich sein würde.“ Dem Sieger der Ausschreibung stellte der Rat ein Honorar von 100 Talern oder alternativ die Bauausführung in Aussicht.

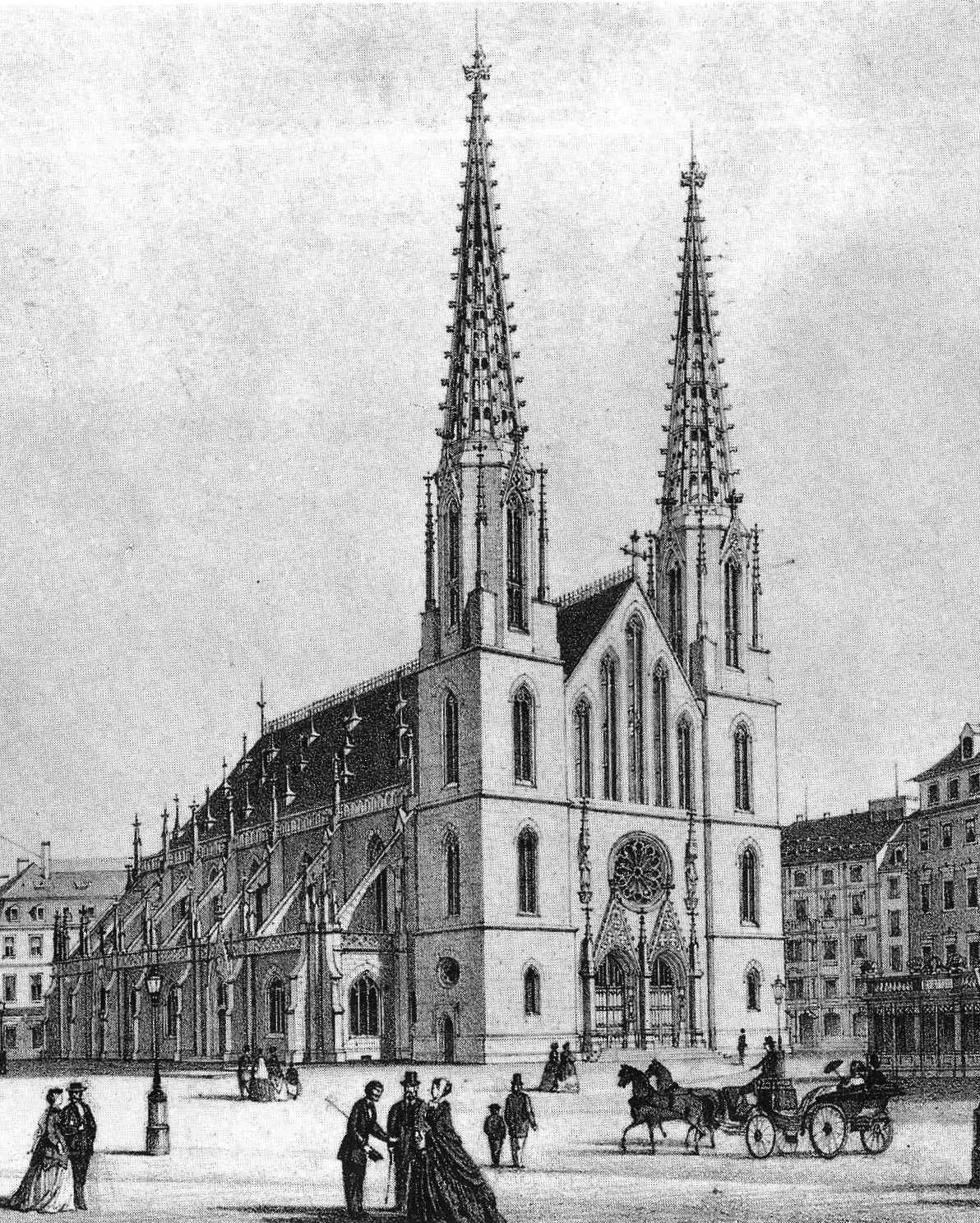
Die Sophienkirche nach dem Außenumbau 1868

Den Entwurf des Architekten Sommer, den der Rat der Stadt gebilligt hatte, lehnte der akademische Rat ab. Er forderte einen Umbau der Kirche ohne Rückgriff auf in nachgotischer Zeit hinzugefügte Elemente, wie zum Beispiel das Goldene Tor. Mit Entwürfen zum Umbau betraute der Rat neben Ernst Giese und Bernhard Schreiber auch Christian Friedrich Arnold, der sich bereits mit Entwürfen von Kirchenbauten im (neo-)gotischen Stil einen Namen gemacht hatte. Arnold schlug ein Zweiturmprojekt vor, bei dem das ursprüngliche gotische Gotteshaus zwar erhalten bleiben, jedoch vollständig neu verkleidet werden sollte, sodass die gotischen Mauern von außen nicht sichtbar waren. Am 3. Mai 1864 stimmte die „Königliche Kommission für hiesige Bauangelegenheiten“ dem Entwurf Arnolds zu, den dieser als Architekt umsetzen sollte.
Die Außenumbauten dauerten von 1864 bis 1868. Unter anderem wurde der Kirchturm abgerissen und das Goldene Tor entfernt. Die Westfassade erhielt zwei seitliche Treppentürme von 66,22 Meter Höhe mit filigran durchbrochenen Turmspitzen. Zwischen den Türmen lag eine Vorhalle mit zwei Portalen. Arnold öffnete teilweise verbaute Fenster und fügte neue hinzu, die die Kirche gleichmäßiger als vorher ausleuchteten. Das gotische Maßwerk wurde beseitigt und durch einheitliche Maßwerkfenster ersetzt. Das entfernte Maßwerk wurde zur Bodenverfüllung genutzt.
Für neue flächige Bauteile fand gelber Postelwitzer Sandstein Verwendung, weißer Cottaer Sandstein gliederte den Bau. Bis auf figürliche Ergänzungen, die die Rietschel-Schüler Friedrich Wilhelm Schwenk (1830–1871) und Georg Kietz (1824–1908) schufen, blieb der Westgiebel verhältnismäßig schmucklos. Im Jahr 1867 erfolgte die Umgestaltung der Nordseite und im Jahr darauf die der Süd- und Ostseite. Außerdem bekam die Kirche ein neues Schieferdach.
Im Inneren entfernte Arnold weitere Wappensteine und Epitaphien. Im Jahr 1875 wurden die Kirchemporen umgestaltet; die Orgel wurde von der Empore am Südchor in die nördliche Westempore versetzt. Gleichzeitig erneuerte man die Busmannkapelle und entfernte den Zwischenboden, der bisher als Bälgekammer der Orgel gedient hatte. Die Kirche erhielt eine neue Kanzel und Gasbeleuchtung sowie eine Ausmalung im neugotischen Stil. Die Bildnisse der Pastoren, die an den Wänden im Kirchenschiff gehangen hatten, wurden in den Sakristeien und Seitengängen angebracht. Das Nosseni-Epitaph verlegte man in die Busmannkapelle. Die Gesamtkosten des Sophienkirchenumbaus beliefen sich auf 457.794 Mark. Cornelius Gurlitt schrieb 1900 bedauernd, dass die Sophienkirche durch den Umbau ab 1864 „der charakteristischen Einzelheiten zumeist beraubt“ wurde, so seien „die Aussenflächen […] durchweg abscharrirt und mit Cement bestrichen, die Profile und Maasswerke einheitlich gestaltet [worden], so dass nur wenige Merkmale der geschichtlichen Bauentwicklung sich erhielten.“ Bernhard Kaiser schlussfolgerte, dass „in der Folgezeit der kunsthistorische Wert des Gotteshauses im öffentlichen Bewusstsein weitgehend verloren ging. Diese Minderung des ideellen Wertes war auch in der späteren Geringschätzung des Historismus begründet.“

### Die Sophienkirche bis 1945

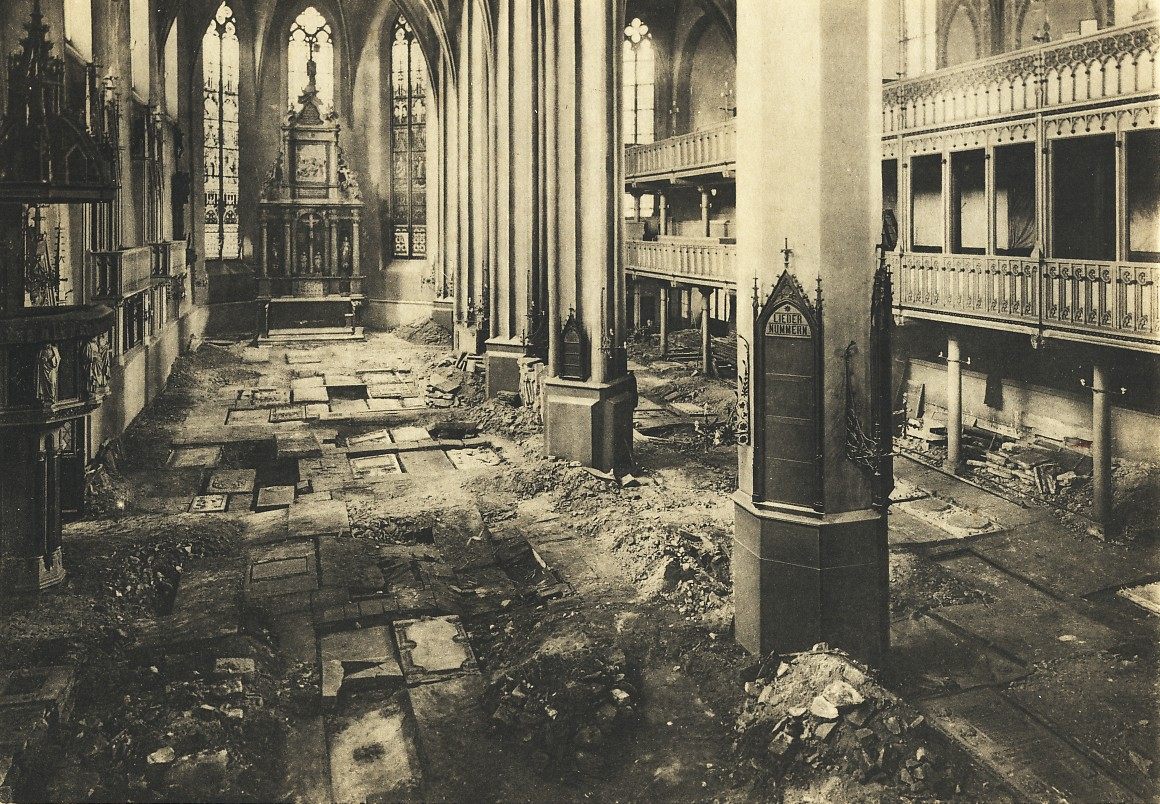
Das Innere der Sophienkirche zu Beginn der Grabungen 1910; deutlich erkennbar sind die eingefallenen Grabplatten auf dem Kirchboden

Bereits 1907 existierten Pläne, die Kirche mit einem neuen Chorgestühl auszustatten, den Altarplatz zu vergrößern und den Holzfußboden zu erneuern. Die Arbeiten begannen im Dezember 1909 mit dem Entfernen des Bretterfußbodens. Der Boden unter dem Balkenlager und der Schuttschicht war mit Grabplatten aus dem 17. Jahrhundert bedeckt, wobei Grüfte teilweise vierfach übereinander lagen. Grüfte aus losen Ziegeln ohne Mörtel fanden die Bauarbeiter bereits eingestürzt vor, sodass einzelne Grabplatten in die offenen Grüfte gefallen waren. Besonders kritisch war, dass Grabstätten tiefer lagen als anliegende Pfeiler und Mauern. Zum Beispiel standen die Emporenpfeiler über eingestürzten Grüften, hatten also keine untere Stütze. Die Sophienkirche war einsturzgefährdet, sodass das Kircheninnere vollkommen neu instand gesetzt werden musste. Die entsprechende Baugenehmigung datiert vom 10. Juli 1910, Hans Erlwein erhielt den Auftrag zur Ausführung. Er ließ die beschädigten Fundamente der Kirche durch Auffüllen der Grüfte wiederherstellen, den Boden anschließend einebnen und mit einer Betonschicht überdecken. Die Grabmäler und Wertgegenstände waren zuvor aus den Grüften entfernt worden. Der Rat der Stadt veräußerte Teile des Schmucks.
Bei den Grabungen fanden Bauarbeiter in einer Gruft im nördlichen Chor der Kirche eine schwarze, sargartige Kiste. Sie enthielt verschiedene Reliquien: Bruchstücke eines Kreuzes aus Bergkristall, Gefäße und Phiolen, die teilweise mit Erde und Öl gefüllt waren, einen in Gold gefassten Zahn, ein silbernes Kreuz, das einen Splitter von Kreuz Christi enthalten soll, zwei mit verblichenen Sprüchen versehene Straußeneier, zwei Kokosnüsse und eine Hostie mit der Auferstehung Christi. In der Kiste befanden sich auch zwölf kleine Perlmuttscheiben mit Szenen der Leidensgeschichte Christi. Es gilt als wahrscheinlich, dass die Mönche im Zuge der Auflösung des Klosters ab 1539 die Reliquien in der Kirche versteckten, die so der Konfiszierung durch den Rat der Stadt Dresden entgingen. Lediglich die Metallfassungen der Reliquien fehlen. Der Reliquienfund wird im Stadtmuseum Dresden aufbewahrt.
Eine an das Fernheizwerk angeschlossene Zentralheizung ersetzte 1910 eine Vorgängeranlage von 1858. Die Kirche erhielt ein neues Gestühl, graue Marmorplatten bedeckten den erweiterten Altarplatz. Grundwassereintritt bewirkte die Aufgabe der Krypta unter dem Altarbereich und deren Neuanlage unter einem Teil des Südchors und der Busmannkapelle, über die ein Zugang möglich war. Hans Erlwein entwarf die Krypta, der Maler Paul Rößler schmückte sie mit christlichen Symbolen und Inschriften aus. In der neuen Krypta wurden die Sarkophage der alten Gruft wieder aufgestellt.
Der südliche Chor war zunächst zugebaut. Der entstandene Raum wurde als Silberkammer genutzt und 1910 freigelegt, sodass die Kirche „ein wesentliches Moment ihrer Raumwirkung zurück erhielt“. Das Nosseni-Epitaph kam aus der Busmannkapelle erneut in das Kirchenschiff und fand seinen Standort am ersten Pfeiler unweit des Nosseni-Altars. Die gefundenen Grabplatten ließ man ebenerdig in die Wände der Kirche ein und hängte die Bildnisse der Hofprediger an der Kanzelwand und über den Emporen auf. Die Kirche bekam eine weiße Ausmalung, wobei Gestühl, Orgel und Emporen in dunklem Braun mit goldenen Verzierungen gehalten waren. Traubenförmige Bronzeleuchter, die Karl Groß (1869–1934) geschaffen hatte, erhellten den Sakralbau. Am 31. Oktober 1910 wurde die Kirche wiedergeweiht.
Das Jahr 1918 bedeutete das Ende der Monarchie in Sachsen und damit das Ende der Sophienkirche als Hofkirche. Die Stadt Dresden übereignete sie der Evangelisch-Lutherischen Landeskirche Sachsens. Diese erhob die Sophienkirche zur Domkirche St. Sophien. Ab 1922 war sie als Bischofskirche Wirkungsstätte des ersten sächsischen Landesbischofs Ludwig Ihmels. Größere Bauarbeiten erfolgten 1932 an den Turmspitzen, die sich als sehr witterungsanfällig erwiesen hatten und kupfergedeckten Helmen weichen mussten.

### Zerstörung und Abriss 1945 bis 1962

#### Zerstörung 1945 und Einsturz 1946

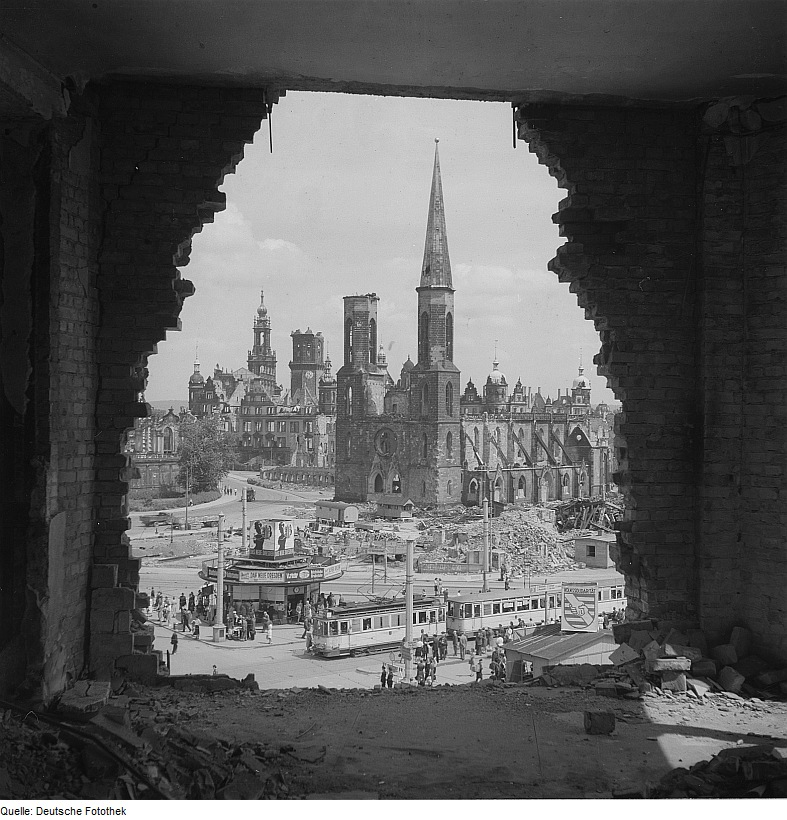
Die Ruine der Sophienkirche nach dem Zusammenbruch der Gewölbe 1946 auf einer Fotografie von Richard Peter

Während der Bombardierung Dresdens in der Nacht vom 13. zum 14. Februar 1945 brannte die Sophienkirche vollkommen aus. Sie war damit eine von 27 zerbombten Kirchen der Stadt. Überreste bedeutender Kunstwerke, darunter die Porträts der Hofprediger und anderes bewegliches Kunstgut, wurden im Juni 1945 aus der Kirche entfernt und in das Grüne Gewölbe, den erhaltenen Heizungskeller der Frauenkirche, das Stadtmuseum und die Annenkirche gebracht. Einzelne Teile lagerte man in das Museum für Mittelalterliche Kunst auf der Albrechtsburg in Meißen aus. Eine Sicherung der Sophienkirchruine war aufgrund der finanziellen und materiellen Notlage der kirchlichen Denkmalpflege 1945 nicht möglich. Der erste Winter setzte dem Sandstein der Ruine weiter zu, sodass die Gewölbe und Pfeiler der Sophienkirche am 28. Februar 1946 zusammenstürzten. Nur drei Tage zuvor war die Bergung der Kunstwerke abgeschlossen worden; wertvolle Grabsteine hatte man eingemauert.

„Erhalten blieben die Umfassungsmauern, beide Türme, die Grüfte, Teile der Ausstattung und der Helm des Südturmes. So entstand ein großer, stützenfreier Kirchenraum, dessen geschlossene Wandpartien in den kommenden Jahren der Phantasie von Architekten und Denkmalpflegern Nahrung gaben, verschiedene Nutzungsmöglichkeiten in Erwägung zu ziehen.“

#### Preisgabe der Ruine 1951

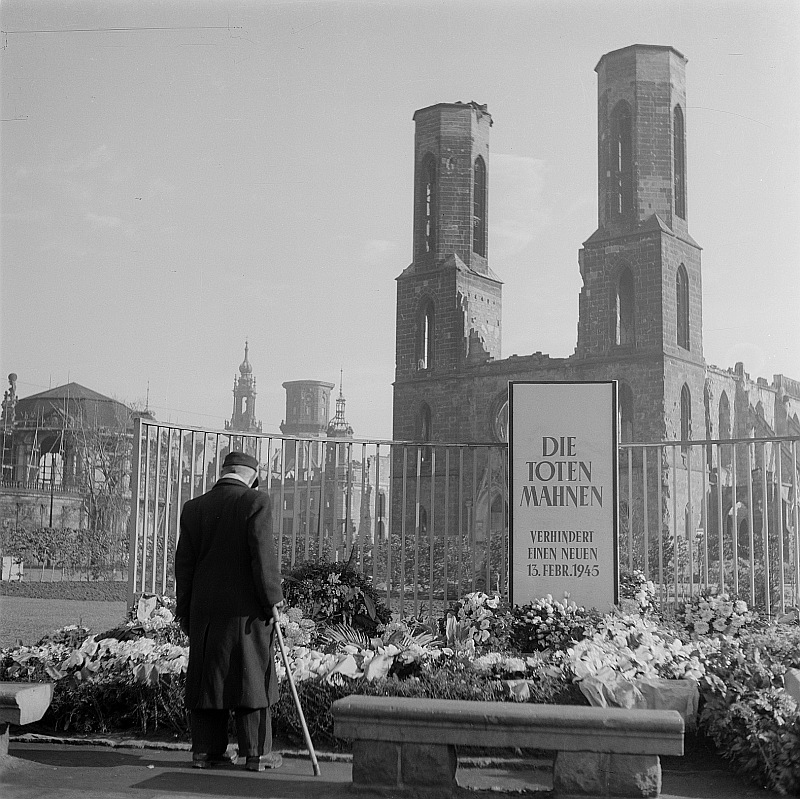
Die Sophienkirche nach Sprengung des südlichen Turmhelms 1950

Im Juli 1948 wurden die Glocken aus den Türmen der Kirche geborgen und an die Emmauskirche in Kaditz und die Kapelle Mickten übergeben. Nach Diebstählen im Kirchenraum und in der Krypta vermauerten Arbeiter 1949 die Ruine. Während die Kirche bis 1949 noch in die städtebauliche Planung einbezogen war, stand sie danach in Aufbauplänen zunehmend zur Disposition. Die Stadt schätzte den Wiederaufbau der Kirche zwar als möglich ein, kritisierte jedoch einen fehlenden Verwendungszweck. In Übereinstimmung mit dem Denkmalpfleger Hans Nadler stellte ein Vertreter des Evangelisch-Lutherischen Landesamtes 1949 fest, dass der finanzielle Aufwand für den Wiederaufbau nicht dem geschichtlichen Wert der Kirche entspräche, da „vom alten, ursprünglichen Bestand fast nichts mehr erhalten“ sei. Die Kirchenleitung beschloss daher auf ihrer Sitzung am 2. August 1949, die Ruine nicht zu erhalten. Die Särge der Wettiner wurden im August 1950 in den Freiberger Dom überführt und Skulpturen 1951 an das Dresdner Stadtmuseum übergeben. Am 11. August 1950 sprengte man den erhaltenen Südturmhelm der Sophienkirche, da man Kupferblech zum Decken der Dresdner Kreuzkirche benötigte. Die Sprengung zerstörte allerdings einen Großteil des Kupfermaterials.
Als während der Großflächenenttrümmerung der Dresdner Innenstadt Anfang 1951 die Kirche verschwinden sollte, wandte sich Hans Nadler an die Stadt und das Landeskirchenamt Sachsen und legte den historischen Wert des Gebäudes ausführlich dar. Wegen ihrer kunstgeschichtlichen Bedeutung nahmen die Verantwortlichen die Ruine 1951 von der Großberäumung des Postplatzes aus. Dennoch entschloss sich das Landeskirchenamt 1951, die Ruine dem Verfall preiszugeben. Dies hatte vor allem zwei Gründe: Da die Sophienkirche eine Personengemeinde ohne eigenen Gemeindebezirk hatte, die zudem nach Ende des Krieges praktisch nicht mehr existierte, war der Aufbau als Gotteshaus nicht dringlich. Da alle Innenstadtkirchen Dresdens stark beschädigt oder zerstört waren, war beim Aufbau schon aus finanziellen Gründen eine Auswahl unumgänglich: „Allein die Instandsetzung der Sophienkirche hätte die gesamten Mittel für den kirchlichen Wiederaufbau mehrerer Jahre verschlungen.“

#### Denkmalstatus ab 1952
Im März 1952 stellte der Architekt Arno Kiesling im Auftrag des Dezernats Bauwesen der Stadt eine Liste mit gefährdeten Kulturdenkmalen zusammen, für deren Wiederaufbau Kosten ermittelt wurden; unter den 39 Objekten befand sich auch die Sophienkirche. Die Verwaltung für Kunstangelegenheiten der sächsischen Landesregierung bestimmte für diese Bauten, dass sie „unbedingt zu erhalten“ seien, sofern sie „nicht mit dem neuen Stadtplan kollidieren“. Am 26. Juni 1952 wurde der Status der Kirche als Baudenkmal durch die Verordnung zum Schutz nationaler Kulturdenkmale bestätigt.
Es folgten verschiedene Pläne, wie die Kirche zu erhalten sei, darunter Entwürfe ohne Turm (Heinrich Sulze, 1954) bzw. mit Turmstümpfen und dazwischenliegendem Kreuz (Fritz Steudtner, 1956). Nutzungspläne gingen von kirchlicher Nutzung für Gottesdienste und Konzerte bis hin zur Nutzung als (Freilicht-)Museum.
Grundlegende Bedeutung für das Schicksal der Sophienkirche hatte die Ablösung des Bauens der Nationalen Tradition zugunsten der Industrialisierung vor allem im Wohnungsbau und der Beschluss des V. Parteitags der SED im Jahr 1958, bis 1962 die sichtbarsten Kriegsspuren in den Stadtzentren zu beseitigen sowie den Aufbau des Stadtzentrums bis 1965 – später aufgeschoben bis 1970 – abzuschließen. In Dresden musste über die Zukunft der verbliebenen Innenstadtruinen des Residenzschlosses Dresden mit Georgentor, des Taschenbergpalais’, der Frauenkirche und der Sophienkirche entschieden werden. Auf der 4. Sitzung der Stadtleitung der SED Dresden am 18. September 1958 gab Dresdens Oberbürgermeister Walter Weidauer die Absichten im Hinblick auf Erhalt oder Abriss der Ruinen vor:

„Diskussionen müssen wir führen über den Wohnungsbau, neue Straßen, Haus der sozialistischen Kultur usw. Wir sollen und dürfen uns dabei nicht von der vereinigten Opposition abdrängen lassen. Wir dürfen uns nicht aufzwingen lassen eine Diskussion über den Aufbau der Frauenkirche, der Sophienkirche oder das Schloß, sondern insbesondere die ganze Kraft der Partei hinwerfen, was neues geschieht, d. h. bei der Diskussion, die wir führen, muß an erster Stelle das neue sozialistische Denken stehen.“

Zum ersten Mal kam dabei zur Sprache, dass Dresden eine Großgaststätte benötigte.

#### Abbruchpläne ab 1958 und Abbruch 1962–1963

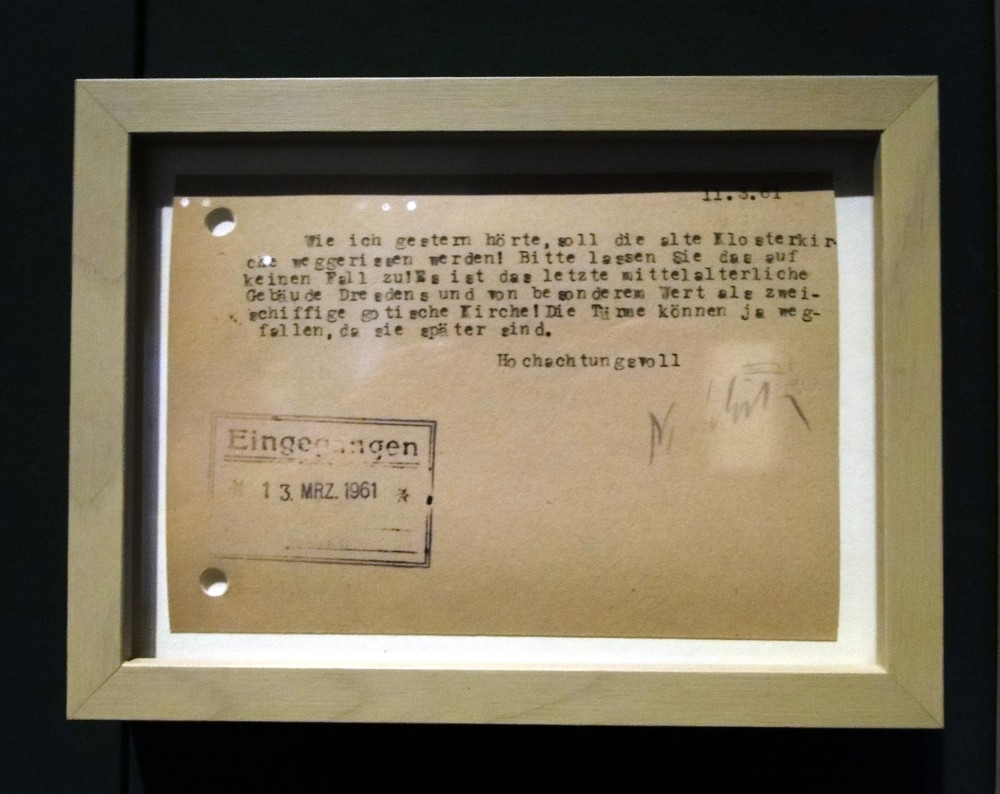
Postkarte an das Landesamt für Denkmalpflege, 11. März 1961: „Wie ich gestern hörte, soll die alte Klosterkirche weggerissen werden! Bitte lassen Sie das auf keinen Fall zu! Es ist das letzte mittelalterliche Gebäude Dresdens und von besonderem Wert als zweischiffige gotische Kirche! Die Türme können ja wegfallen, da sie später sind. Hochachtungsvoll.“

Am 15. Oktober 1958 stimmte die Stadtverordnetenversammlung, das höchste beschließende und ausführende Organ der Stadt Dresden, auf der 21. Ratssitzung einem Vorschlag zur Perspektive des Aufbaues der Stadt Dresden bis 1965 zu. Er beschloss den Erhalt der Frauenkirchruine, des Taschenbergpalais und des Schlosses und sah den Abriss der Sophienkirche vor, da diese „nicht ausschlaggebend für den Charakter Dresdens“ sei. An ihrer Stelle sollte ein Kaufhaus entstehen.
Hatte das Landeskirchenamt noch 1951 beschlossen, die Ruine sich selbst zu überlassen, trat es nun angesichts des drohenden Abrisses verstärkt für die Erhaltung des einzigen mittelalterlichen Bauwerks Dresdens ein. Nachdem ein Artikel über das Schicksal der Sophienkirche im Mai 1959 in der Zeitschrift Deutsche Architektur erschienen war, berichteten Anfang Juni auch westdeutsche Zeitungen wie die FAZ und das Hamburger Abendblatt über den beschlossenen Abriss. Am 11. Juni 1959 informierte ein Artikel in der Sächsischen Zeitung die Dresdner Öffentlichkeit über den Beschluss. Gegen den Abriss der Kirche wandten sich neben Denkmalschützern wie Fritz Löffler, Heinrich Magirius und Hans Nadler auch bekannte Architekten, darunter Leopold Wiel und Heinrich Rettig. Einen Abriss der Kirche, der nach einem Eilbeschluss bereits im Juli 1959 eingeleitet werden sollte, konnte das Landeskirchenamt durch offizielle Protestnoten unter anderem an Otto Grotewohl und Johannes Dieckmann verhindern. Pfarrer Karl-Ludwig Hoch bezeichnete den geplanten Abbruch der Kirche 1960 in einem Protestbrief an Oberbürgermeister Herbert Gute als „kulturfeindliche Barbarei“. Im Jahr 1961 beschlossen der Rat der Stadt und die SED-Stadtleitung, statt eines Kaufhauses eine Großgaststätte zu errichten. Am Abriss der Kirche hielt man dabei fest. In einer Stellungnahme zum Neuaufbau des Stadtzentrums hieß es zudem: „Gotische Baukunst ist nicht typisch für Dresden.“ Der Druck auf die Verantwortlichen der Stadt wuchs, als Walter Ulbricht bei einem Besuch der Stadt 1961 die Sophienkirche persönlich aus einem Innenstadtmodell entfernte und „seine Verwunderung darüber zum Ausdruck …bracht[e], daß die Ruine noch nicht verschwunden sei.“ Um eine Bergung wertvoller Architekturteile zu gewährleisten, beschlossen die Verantwortlichen im April 1961 statt einer Sprengung das Abtragen der Kirche. Die Landeskirche erhielt am 26. Juni 1962 die Information, dass das Grundstück der Sophienkirche zum „Aufbaugebiet“ der geplanten Großgaststätte erklärt worden sei.

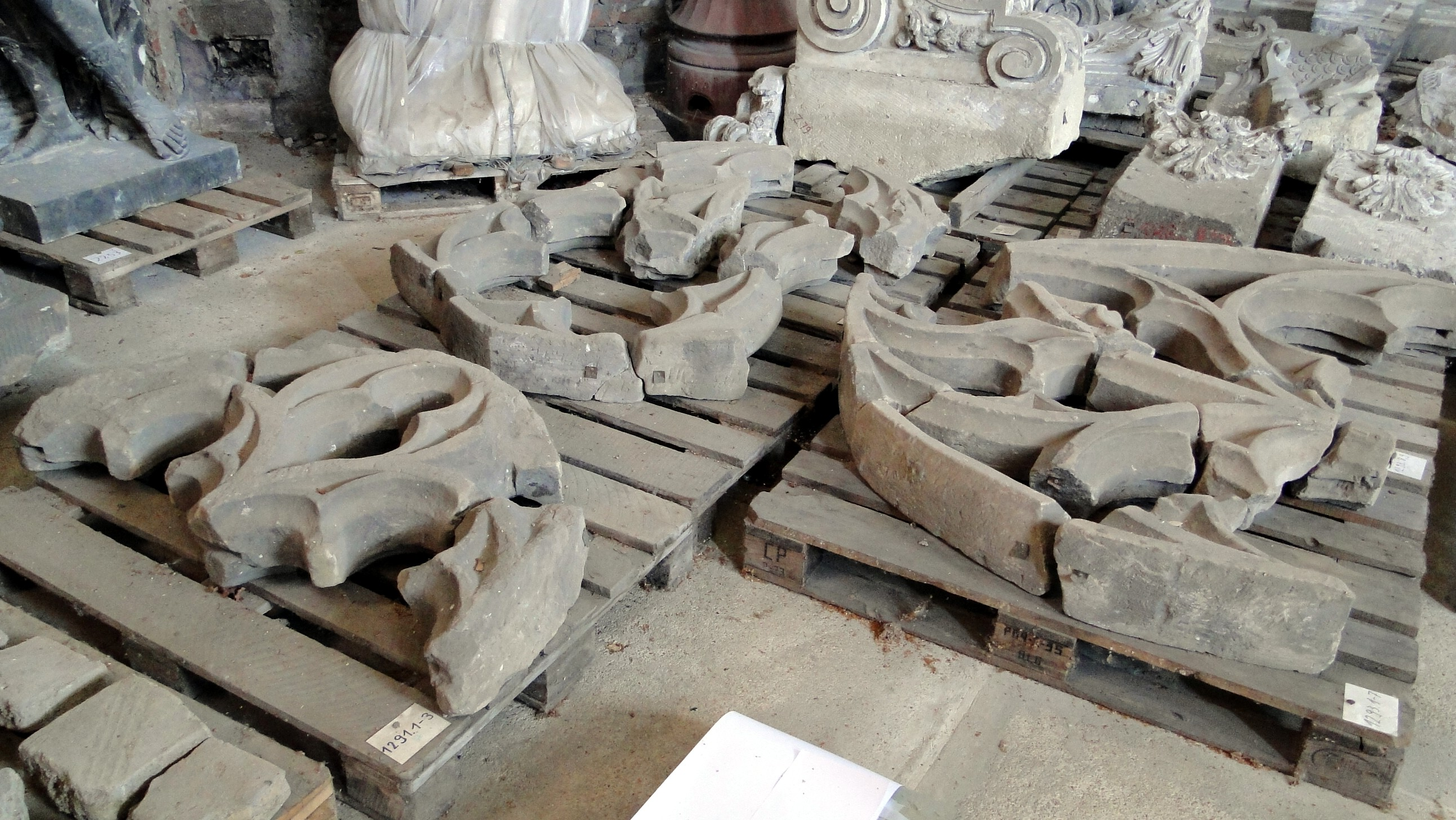
Gotisches Maßwerk, 1864 zur Bodenverfüllung genutzt und beim Abbruch der Kirche geborgen

Der Abbruch der Kirche begann im Juli 1962 mit dem Entfernen der beim Arnoldschen Umbau angebrachten seitlichen Anbauten. Es kam zu Protestaktionen beim Institut für Denkmalpflege, beim Kupferstichkabinett und von Mitgliedern der TH Dresden, die unter anderem vom Turm der Dresdner Katholischen Hofkirche Flugblätter mit dem Text „Rettet die Sophienkirche, ehe es zu spät ist!“ warfen. Ein Beschluss des Ministerrats vom 14. Juni 1962 besagte, dass der Aufbau des Zentrums zerstörter Städte erst 1970 abgeschlossen sein sollte und „historisch wertvolle Bauwerke […] zu sichern [seien], so daß ihr Wiederaufbau zu gegebener Zeit ohne Substanzverlust erfolgen kann.“ Die Bezirks- und Stadtleitung der SED setzte sich über den Beschluss hinweg und bestätigte im August 1962 den Abriss der Sophienkirche sowie unter anderem des Güntzbads, der Reformierten Kirche, des Logenhauses an der Ostra-Allee und der Orangerie an der Herzogin Garten. Im Oktober war der Abriss der Kirche so weit fortgeschritten, dass neben den Türmen und der Busmannkapelle nur noch der ursprüngliche Saalbau des 13. Jahrhunderts bestand. Denkmalschützer bargen 23 Grabsteine, die Altäre, Schlusssteine, Rippen und andere wertvolle Teile der Kirche. Zudem wurden die 1864 zur Bodenverfüllung genutzten, gotischen Maßwerke geborgen und später im Lapidarium Zionskirche gelagert. Im Dezember 1962 folgte der Abriss der Türme und der Abbruch der Seitenwände mit Ausnahme eines Teils der Nordwand, der am 1. Mai 1963 abgetragen wurde. Anschließend wurde die Fläche begrünt und ein Parkplatz angelegt.

### Umgang mit dem Gedenken an die Sophienkirche von 1964 bis heute

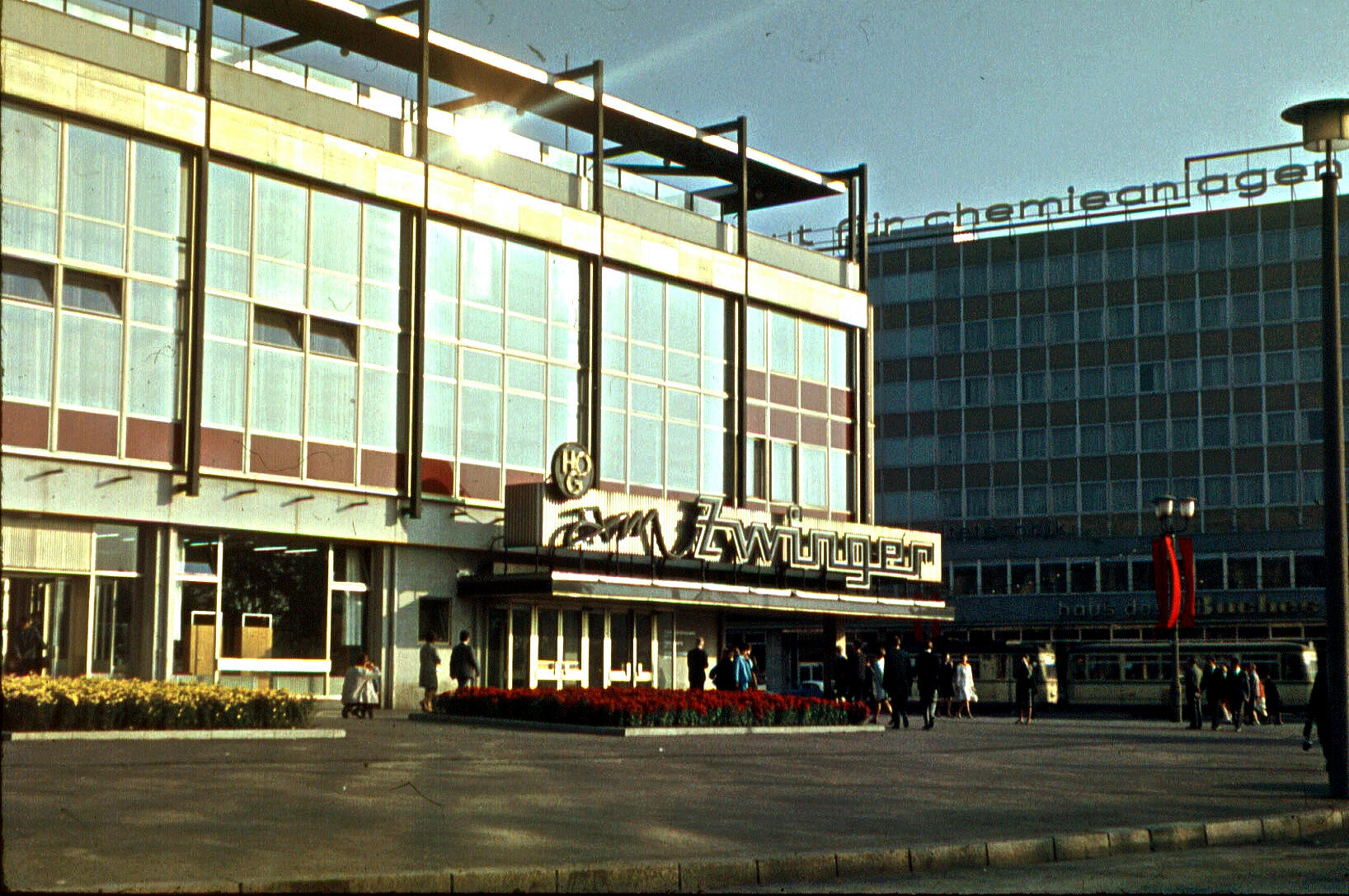
Großgaststätte „Am Zwinger“

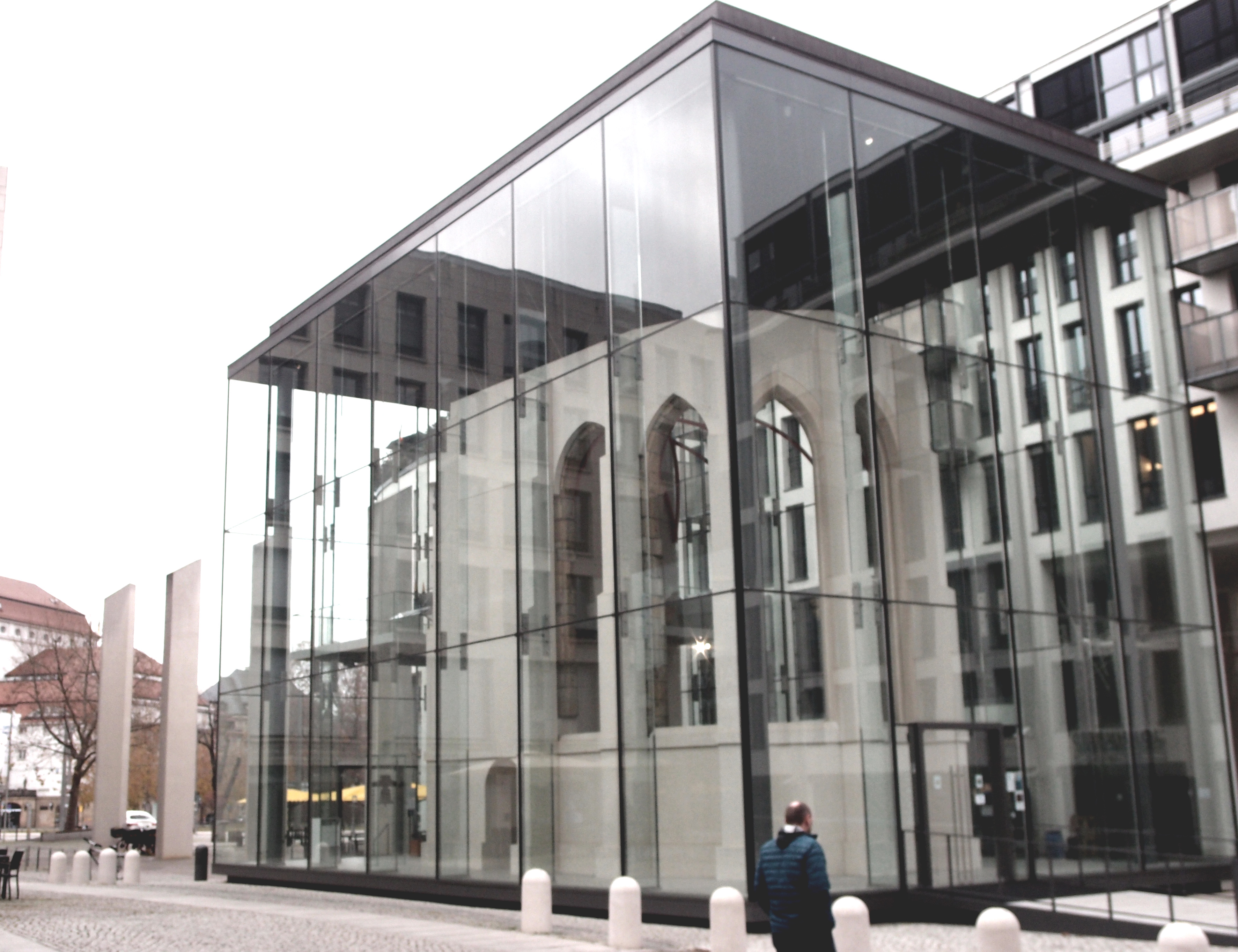
DenkRaum Sophienkirche, 2021

Von 1964 bis 1967 entstand an Stelle der Sophienkirche die Großgaststätte „Am Zwinger“. Beim Aushub für die Fundamente wurden große Teile der südlichen Grüfte der Sophienkirche, die erhalten geblieben waren, zerstört und die teilweise unvollständig verwesten Körper zusammen mit Bauschutt abgefahren. Erst nach viertägigen Bauarbeiten erhielt das Institut für Denkmalpflege die Erlaubnis, die rund 70 Grabkammern zu untersuchen und wertvolle, teils 300 Jahre alte Grabbeigaben zu sichern. Die im Volksmund Fresswürfel genannte Großgaststätte galt nach der Wende und friedlichen Revolution als Schandfleck. Sie wurde zunächst 1998 teilabgerissen und im Jahr 2007 vollständig entfernt.

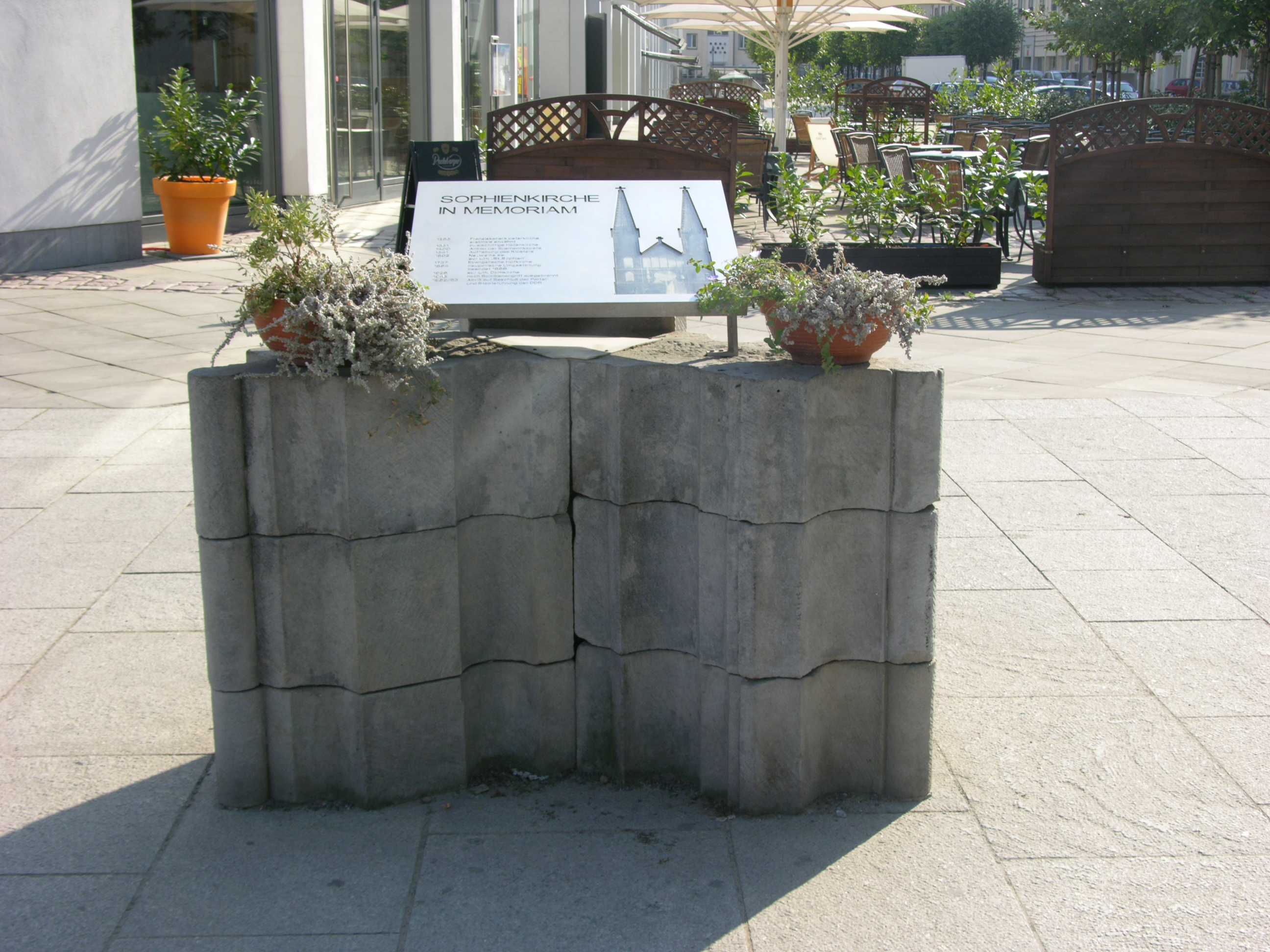
Gedenktafel aus dem Jahr 1999

Weitere Gruften wurden 1966 beim Verlegen von Kabeln zum Kulturpalast gestört. Der bei den Ausgrabungen gefundene Gold- und Silberschmuck ging ans Stadtmuseum, wo ihn Diebe 1977 entwendeten. Recherchen des ZDF ergaben 2009, dass möglicherweise das Ministerium für Staatssicherheit den Diebstahl des sogenannten „Sophienschatzes“ angeordnet hatte. Erst 1999 tauchten 38 Teile der Grabbeigaben in Oslo wieder auf. Weitere 17 Stücke, darunter die goldene Königskette, blieben verschollen.
Im Jahr 1998 legten Archäologen Teile der Nordwand und die Betstubenreihen aus dem Jahr 1864 erneut frei und untersuchten sie. Notwendig war das wegen des bevorstehenden Baus des Büroriegels Haus am Zwinger bis Ende 1999. Dieses Gebäude steht auf der nördlichen Hälfte des Grundes der Sophienkirche. Seit 1999 erinnert eine vom Dresdner Künstler Einhart Grotegut (* 1953) entworfene Gedenktafel auf Höhe des ehemaligen Hauptportals an die Sophienkirche. Die 1998 gegründete Gesellschaft zur Förderung der Gedenkstätte Sophienkirche Dresden e. V. hatte sie in Auftrag gegeben. Die Tafel trägt die Aufschrift „Sophienkirche in memoriam“ und listet neben einer Abbildung der Westfront der Kirche historische Daten auf. Sie ruht auf drei originalen Sandsteinsäulen der Sophienkirche. Seit 2000 zeichnen rote Granitpflastersteine auf dem Boden den Grundriss der Sophienkirche nach.
Die Dresdner Stadtverordnetenversammlung beschloss bereits 1994 die Errichtung einer Gedenkstätte für die Sophienkirche. Beim Architektenwettbewerb setzte sich ein Entwurf des Architektenbüros Gustavs & Lungwitz durch, der den Nachbau der Busmannkapelle am ursprünglichen Ort vorsieht. Ein Glaskubus soll die Kapelle umschließen, „zur Verdeutlichung des Zusammenhanges zwischen Busmannkapelle und Sophienkirche werden die Strebepfeiler der Franziskanerkirche als stilisierte Stelen errichtet“, so der Entwurf des Architektenbüros. Die Bauarbeiten an der Gedenkstätte Busmannkapelle begannen 2009; die Gedenkstätte wurde am 9. Oktober 2020 unter dem Namen DenkRaum Sophienkirche eröffnet. Seit 2019 ist die Gedenkstätte eine von fünf Nagelkreuzgemeinden in Dresden.

## Ausstattung

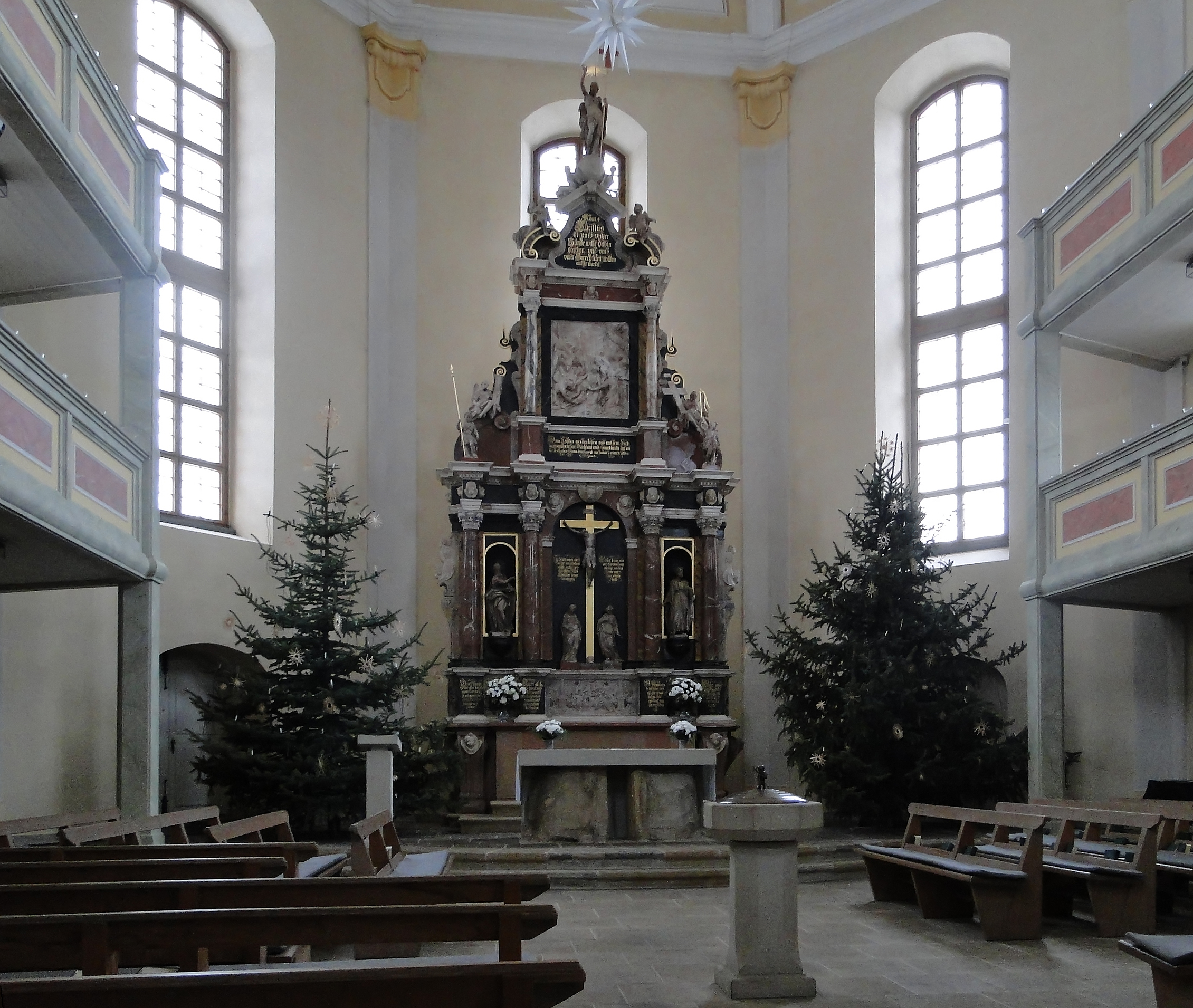
Nosseni-Altar in der Loschwitzer Kirche 2010

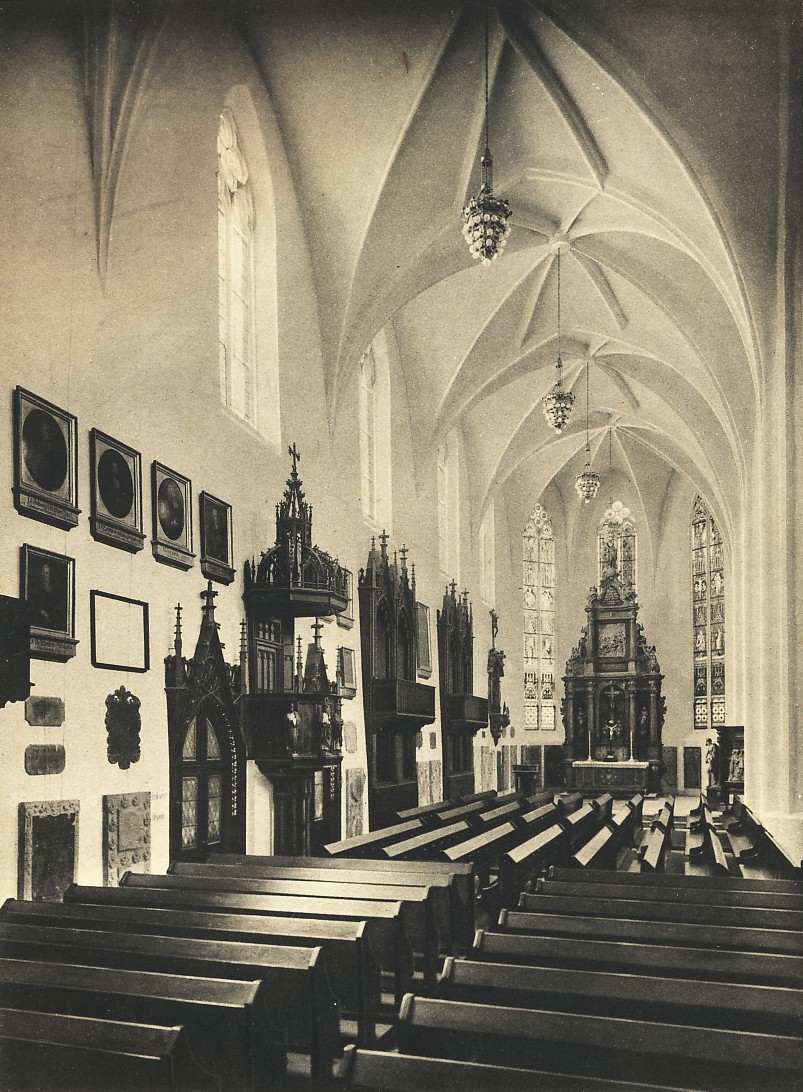
Blick von der Orgel zum Nosseni-Altar, davor das Gestühl, links die Kanzel, Foto 1910

### Altar
Im Jahr 1487 wurde als einziger Altar der sogenannte Klara-Altar genannt. Dort wurde die von Äbtissin Beatrix von Seußlitz gestiftete tägliche Messe gelesen. Der Klara-Altar existierte noch um 1602, als Christof Müller ihn um eine Elle verschmälerte.
Der Nosseni-Altar geht auf eine Stiftung Sophies von Brandenburg aus dem Jahr 1606 zurück. Er entstand bis 1607 unter Giovanni Maria Nosseni im nördlichen Chor der Sophienkirche. An der Ausführung beteiligte Bildhauer waren vermutlich die Brüder Sebastian Walther und Christoph Walther IV. Für den Altar, der 3500 Gulden gekostet hatte, wurden verschiedene Steinmaterialien verwendet, die aus von Nosseni erschlossenen und verwalteten Steinbrüchen stammten. Ungewöhnlicherweise fehlen am Altar Hinweise auf die Stifterin, wie ein Bildnis oder das Wappen. Daher sehen Experten die Stiftung heute als eine Art „Dankes- und Glaubenszeugnis“ Sophies von Brandenburg an.
Bei der Bombardierung Dresdens wurde der Nosseni-Altar schwer beschädigt und in Teilen vor dem Einsturz der Gewölbe 1946 geborgen. Der Altaraufbau wurde zunächst in der Ruine eingemauert und kurz vor der Abtragung der Kirche 1963 geborgen. Von 1998 bis 2002 erfolgte die Rekonstruktion des Altars, der heute in der Loschwitzer Kirche steht.

### Kanzel, Gestühl und Emporen
Die ursprüngliche Kanzel hatte eine Mater Dolorosa auf dem Schalldeckel, die 1834 einem einfachen, vergoldeten Kreuz wich. Der Neubau der Kanzel erfolgte 1875. Sie entstand aus Serpentin und Sandstein und war mit den Figuren von Petrus und Paulus sowie Matthäus und Johannes geschmückt. Der Schalldeckel bestand aus Eichenholz. Die Vorgängerkanzel war bereits 1900 nicht mehr vorhanden.
Die Sophienkirche erhielt um 1600 eine Ausstattung „mit besonderem Ratsgestühl“. Neues Gestühl wurde 1737 für das Kirchenschiff mit besonderen Sitzen für die Hofbeamten angefertigt. Nach den Bauarbeiten im Kirchenschiff 1910 erhielt die Sophienkirche wiederum ein neues Gestühl, das tief braun gestrichen war.
Der Tischler David Fleischer baute vermutlich von 1600 bis 1602 die Emporen. Steinerne Postamente unter den hölzernen Säulen stützten sie. Emporenumbauten fanden von 1692 bis 1693 statt. Zwischen 1695 und 1699 erhielt die Kirche eine neue Empore für Soldaten und Standespersonen sowie eine königliche Empore. Im Jahr 1738 wurden die Emporen erweitert und beim Innenumbau 1875 erneut umgebaut.

### Taufstein
Der Taufstein aus Sandstein des Bildhauers Hans Walther II aus dem Jahr 1558 wurde 1737 aus der im selben Jahr säkularisierten Schlosskapelle in die Sophienkirche überführt und in der Busmannkapelle aufgestellt. Farbige Steine, unter anderem Jaspis, verschiedene Marmorsorten und Serpentin verzierten seit 1602 den Taufstein, der möglicherweise erst zu dieser Zeit den Säulenschmuck auf dem Kelch erhielt. Im Jahr 1606 soll der Taufstein erneut verändert worden sein. Auch er erlitt bei der Bombardierung Dresdens im Februar 1945 schwere Schäden. Die Rekonstruktion aus zahlreichen Fragmenten erfolgte 1988 und 1989 durch die Dresdner Bildhauerwerkstatt Hempel und das Landesamt für Denkmalpflege Sachsen. Der fragmentarische Taufstein befindet sich heute im Landesamt für Denkmalpflege Sachsen in Dresden.
Er ist 115 Zentimeter hoch und hat einen maximalen Durchmesser von 88 Zentimetern. Vier Pilaster, die mit Bögen verbunden sind, teilen den Fuß. In den Bögen befinden sich Putten in Trauerkleidung. Den Bauch des kelchartigen Taufsteins gliedern vier Doppelhermen, zwischen denen sich Blumengirlanden mit Putten und Vögeln befinden. Darüber liegt eine durchgehende Reihe von Diamantquadern in unterschiedlichen Marmorarten.
Den Kelch gliedern viermal zwei ionische Säulen, zwischen denen sich sowohl Nischen in Serpentin als auch vier vergoldete Alabasterreliefs befanden. Sie zeigten die Sintflut mit der Arche Noah, den Gang durch das Rote Meer, die Taufe Jesu und die Kindersegnung. Während das Taufbecken aus rotem Marmor besteht, war der Taufdeckel mit Löwenfratzen, Rankenwerk und Mäanderrand aus Holz verziert. Der Taufdeckel, der als mittigen Abschluss vergoldet das ruhende Lamm Gottes trug, ist nicht erhalten. Gurlitt sah Fuß, Relief und Taufdeckel als Werk Walthers an, während er die anderen Teile als Ergänzungen aus der Zeit nach 1600 einordnete.

### Kirchenschmuck

#### Emporentafeln
Im Jahr 1625 schufen die Dresdner Maler Zacharias Wagner († 1658), Vater des Schreibers und Zeichners Zacharias Wagner, und Sigmundt Bergk insgesamt 18 Emporentafeln mit zugehörigen Schrifttafeln, die Begebenheiten aus dem Leben Jesu darstellen. Beide Maler waren mit dem gesamten Bilderzyklus beauftragt worden. Nach erhaltenen Rechnungen zeichneten für zwölf Gemälde und Texttafeln Wagner und Bergk gemeinsam verantwortlich, sechs weitere Gemälde und Texttafeln stammen ausschließlich von Bergk. Die Bilder weisen unterschiedliche Maße, eine unterschiedliche Maltechnik und Stilistik sowie unterschiedliche Holzarten auf.
Die Gemälde befanden sich bis zur Innenrenovierung der Sophienkirche 1875 an den Emporen der Kirche. Bis zu dieser Zeit wurden sie mehrfach übermalt, so unter anderem beim Umbau der Kirche 1834. Es fehlen jedoch genaue Angaben zur Anordnung der Bilder. Ein einziges Aquarell, das die Sophienkirche um 1820 von innen zeigt, gilt als verschollen und stellt nur Teile der Emporen dar, wobei die Brüstungsfelder der oberen Emporen leer sind. In der unteren Empore wechseln sich quadratische Schriftfelder mit breiteren Gemäldefeldern ab, sodass zu vermuten ist, dass die Gemälde an der ersten Empore angebracht waren. Die genaue Reihenfolge ist jedoch nicht bekannt; ebenso wenig ist bekannt, wie die Emporenanordnung der Sophienkirche um 1625 aussah. Ornamentale Malereien unter einem Emporengemälde lassen jedoch zumindest die Gewissheit zu, dass Teile der Gemälde direkt vor Ort auf bereits bemalten Emporentafeln angefertigt wurden.
Einige Tafeln wurden während der Maikämpfe 1849 durch Kugeln beschädigt, andere waren zerbrochen. Die Emporentafeln aus Holz gelangten zunächst in den Besitz des Vereins für Geschichte und Topographie Dresden. Bereits 1881 fehlten sechs der ursprünglich 18 Schrifttafeln, während alle Tafelgemälde erhalten waren. Im Jahr 1891 gingen sie in den Sammlungsbestand des Dresdner Stadtmuseums über, das die Tafeln unter anderem 1910 in einer Ausstellung im Dresdner Rathaus präsentierte. Die Bilder wurden im 19. und frühen 20. Jahrhundert mehrmals restauriert, dies ist jedoch kaum dokumentiert. Nach 1945 blieben die Tafeln im Depot des Museums. Ihr Zustand verschlechterte sich bis zur Restaurierung von 2004 bis 2009 immer mehr. Die Emporentafeln zählen zu den wenigen erhaltenen Teilen der bildnerischen Ausstattung der Sophienkirche.
Neun der achtzehn Bildtafeln blieben erhalten. Von den zugehörigen Schrifttafeln, deren Text von Georg Hausmann stammte, dem damaligen Rektor der Dresdner Kreuzschule, waren um 1900 noch zwölf Tafeln vorhanden. Heute existieren noch fünf.
| Bild | Name                              | Maler                            | Bild | Text |
| ---- | --------------------------------- | -------------------------------- | ---- | --- |
|      | Der Einzug in Jerusalem           | Sigmundt Bergk                   | –    | Sanfftmüthig Jesus unser Herr Auf einen Esel kommet her. Ist unser Heyland gross und werth, O freu sich alles auf breitte Erd.                   |
|      | Das Abendmahl                     | Sigmundt Bergk                   |      | Der Herr setzt ein as Abendmahl In Jerusalem in einem Saal Mitt Brodt sein Leib zu essen fein Und zu trincken sein Blut im Wein.                 |
| –    | Jesus in Gethsemane               | ?                                | –    | Christus in Garten bittet Gott, Er wolt ihm helffen außs aller Nott Schwitzet im Kampff blutigen Schweis Ein Engel tröstet ihm auf Gott geheis.  |
| –    | Jesu Gefangennahme                | ?                                | –    | Judas vorrähtet seinen Herrn; Christus lässet sich fahen gern Petrus Malcho ein Ohr abhaut, Davon ihn doch der Herr betraut.                     |
| –    | Jesus vor Caiphas                 | ?                                | –    | Von Hanna Christus wird genötet Zum Caiphas, das Er wird getödet. Doch Christus seine Lehr Recht heist, Caiphas auch sein kleit zureist.         |
| –    | Jesus vor dem Hohenpriester       | ?                                | –    | um 1900 nicht erhalten |
| –    | Jesus vor Pilatus                 | ?                                | –    | um 1900 nicht erhalten |
|      | Jesu Ausstellung                  | Sigmundt Bergk                   | –    | Christus wird für der Priester Schaar Verklagt, gefragt, Geschändet gar Undt entlich auch zum Todt verdamt; Petrus verläugnet Unverschaft.       |
| –    | Jesu Geisselung                   | ?                                | –    | Pilatus Jhesum Geißslen lest, Den Er vorhin Gerühmpt aufs best, Und gibt ihn in der Kriegsknecht händ; Da wirdt Er die Gantze Nacht geschänd.    |
| –    | Kreuztragung                      | ?                                | –    | um 1900 nicht erhalten |
| –    | Das Osterfest der Juden           | ?                                | –    | Daßs Ostrlamb auff Gottes befehl Essen die Kinder Ißrael; waren umb ihre Lendn gegürt, Auch jedr ein Stab in Henden führt.                       |
| –    | Jesus vor Pilatus [?]             | ?                                | –    | um 1900 nicht erhalten |
|      | Anbetung der heiligen drei Könige | Zacharias Wagner, Sigmundt Bergk | –    | um 1900 nicht erhalten |
|      | Anbetung der Hirten               | Zacharias Wagner, Sigmundt Bergk |      | Zu Bethlehem, das auserkohren, Wird Gottes Sohn ein Mensch gebohren. Hier liegt der Grund von aller Heil/ Wohl dem der dißs sich macht zu Theil. |
|      | Flucht nach Ägypten               | Zacharias Wagner, Sigmundt Bergk |      | Das liebe traute Jesulein Mus erst geboren, ein Pilgram seyn. Ein Pilgram sei du hier auch schlecht/ So bekömpst das Himmlisch Bürger Recht.     |
|      | Darstellung im Tempel             | Zacharias Wagner, Sigmundt Bergk | –    | um 1900 nicht erhalten |
|      | Der zwölfjährige Jesus im Tempel  | Sigmundt Bergk                   |      | Christus im Tempel wird gespürt und mit den Doctorn disputirt, Da Er seins Alters ist zwölff Jahr Ein gar löblicher Knab fürwar.                 |
|      | Taufe im Jordan                   | Sigmundt Bergk                   |      | Mein großse Sünd und Mißsethat Veruhrsacht und verdient hat, daßs du Hertz-Christ ietz am Jordan Die heilge Taufe nimmest an.                    |

#### Grabmäler und Epitaphien

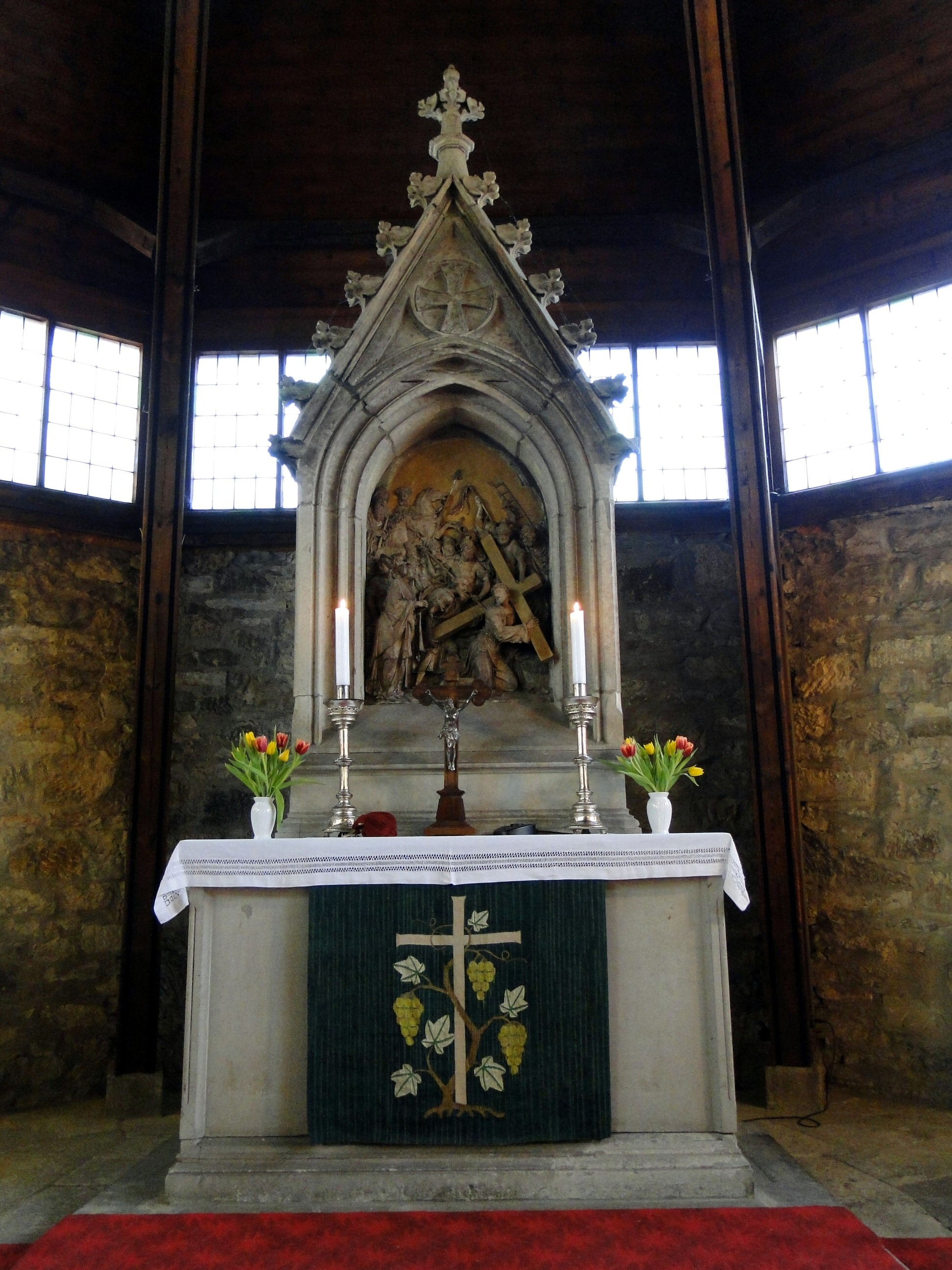
Sakristeialtar der Sophienkirche mit dem Teil eines Epitaphs, heute in der Friedenskirche Löbtau aufgestellt

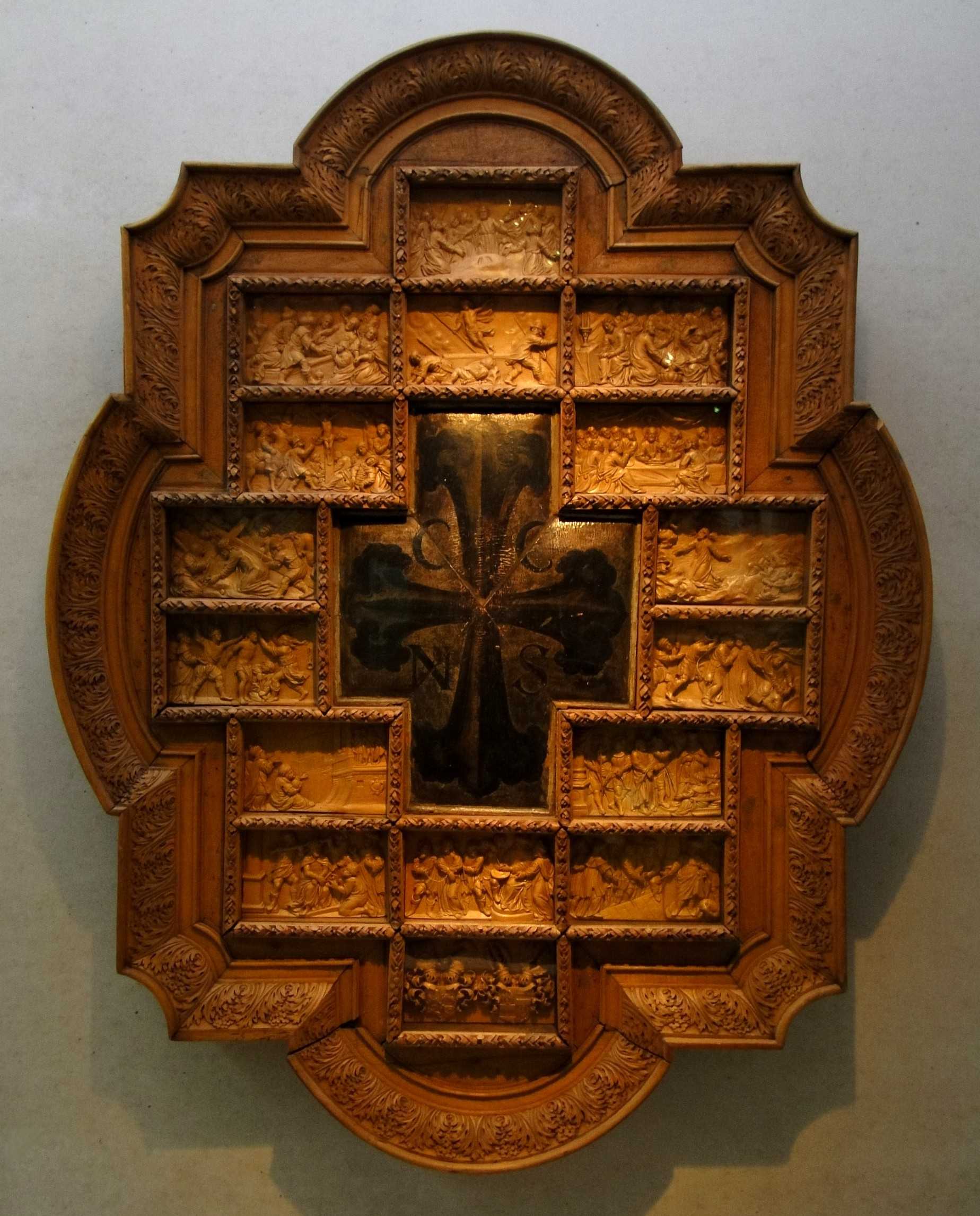
Hölzernes Epitaph Teuffel, nach 1690

Die Sophienkirche war bereits als Klosterkirche bis 1540 Begräbnisstätte, die ältesten bekannten Gräber stammten aus dem Jahr 1400. Im Zuge des Umbaus der Kirche von 1599 bis 1602 ließ man durch den Notar Stephan Hanemann am 14. Juni 1599 ein Verzeichnis der vorhandenen Leichensteine erstellen. Der Maler Daniel Bretschneider und der Tischler David Fleischer fertigten von ihnen Zeichnungen und nummerierten sie. Man erfasste damals 73 Grabsteine in der Kirche, von denen einige während der Bauarbeiten 1910 wieder auftauchten. Andere Grabsteine wurden zerbrochen und als Material für Kirchenstufen oder zur Ausbesserung von Wegen außerhalb der Kirche verwendet. Nach der Erfassung der Grabsteine wurde der Kirchboden mit Schutt bedeckt.
Nach ihrer Weihe im Jahr 1602 diente die Sophienkirche erneut als Begräbniskirche. Die Tradition, die liegenden Grabstätten mit stehenden Grabdenkmälern zu bezeichnen, geht bis ins Mittelalter zurück. Im Jahr 1709 erfasste der Kirchner Gottlob Oettrich in seinem Werk Richtiges Verzeichniss derer Verstorbenen, nebst Ihren Monumenten, und Epitaphien, Welche in hiesiger Kirche zu St. Sophien ihre Ruhe gefunden etc. alle seit 1602 angebrachten Grabdenkmäler und Gedächtnisbilder in der Kirche. Er registrierte 132 liegende Epitaphien, 71 aufgehängte Fahnen und Schilde sowie 28 Inschriften und Epitaphien auf dem Sophienkirchhof. Bei der Widmung als evangelische Hofkirche 1737 war der Kirchboden mit den Grabplatten der seit 1602 Bestatteten ausgefüllt. Man bedeckte ihn mit einer Schuttschicht und brachte darüber ein Balkenlager und einen Bretterfußboden an. Auch nach 1737 konnten Familien weiterhin in erworbenen Gruftbauten verstorbene Angehörige beerdigen lassen. Die letzte Beisetzung erfolgte am 29. Juni 1802. Während Kirche und Nebenräume dem gehobenen Bürgertum zur Beerdigung zur Verfügung standen, war der Chorbereich dem Fürstenhaus vorbehalten. Unter dem Altar entstand die große Fürstengruft, die später verlegt wurde.

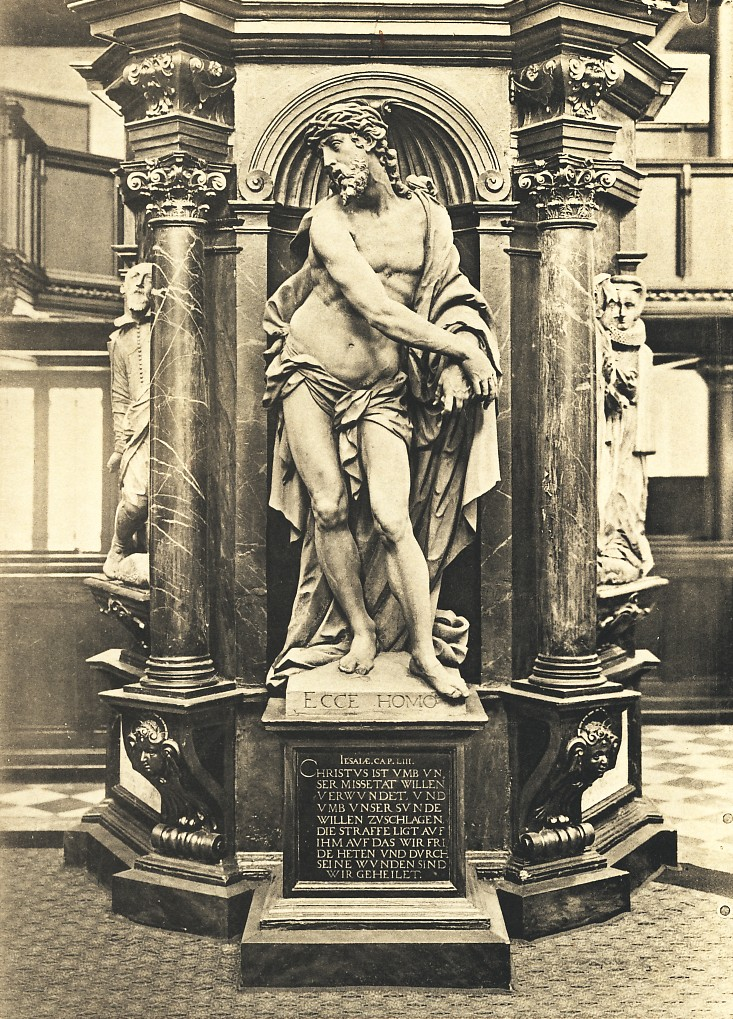
Nosseni-Epitaph um 1910, heute nur noch teilweise erhalten

Die von Oettrich aufgezählten Epitaphien an den Wänden, dazu zählen Inschrifttafeln, Reliefs in Metall und Stein, Gemälde, Statuen, Waffen, Rüstungsteile, Trauerfahnen und Wappenschilde, waren bis 1834 erhalten und wurden teilweise beim Innenumbau der Kirche entfernt. Während des Umbaus von 1864 bis 1868 und bei späteren Instandsetzungsarbeiten wurden viele Epitaphien zerstört, darunter sämtliche Waffen, Rüstungsteile und Fahnen. Einige Epitaphien lagerte man in das Stadtmuseum aus, sodass um 1910 nur noch wenige im Kirchenraum erhalten waren, darunter das Nosseni-Epitaph, das 1652 von Wolf Ernst Brohn geschaffene Epitaph der Herzogin Sophie Hedwig und Teile eines Epitaphs, die für den neogotischen Sakristeialtar Verwendung fanden.
Bei Grabungen im Kirchenschiff im Jahr 1910 fanden die Arbeiter teilweise vierfach übereinander angelegte Grüfte vor. Die Grabsteine wurden geborgen und teilweise im Kirchraum angebracht, die Grüfte aufgefüllt. Nach der Bombardierung 1945 lagerte man einen Teil der Grabsteine aus. Sie befinden sich heute in der Dresdner Kreuzkirche, im Landesamt für Denkmalpflege, im Stadtmuseum Dresden sowie in weiteren Kirchen Dresdens und in verschiedenen Depots. Der Sakristeialtar der Sophienkirche befindet sich heute in der Friedenskirche in Dresden-Löbtau.
Nur wenige Grabmäler und Epitaphien prominenter Persönlichkeiten sind erhalten, darunter die Platte des Grabes von Polycarp Leyser, Teile des Nosseni-Epitaphs von Giovanni Maria Nosseni und die Gedächtnistafel von Jacob Weller. Die Grab(denk-)male von Johann Christian Bucke, Gregor Heimburg, Heinrich Pipping, Caspar von Schönberg, Andreas von Schönberg, Matthias Hoë von Hoënegg und Gottlob Friedrich Seligmann wurden zerstört. Einige Särge der in der Fürstengruft beigesetzten Mitglieder des sächsischen Königshauses befinden sich heute im Freiberger Dom.
Im Gegensatz zu den steinernen Epitaphien, von denen mehr als zwei Dutzend ausgelagert werden konnten und so, teilweise partiell, erhalten blieben, sind nur zwei Holzepitaphien der Sophienkirche erhalten geblieben. Darunter befindet sich das Epitaph von Otto Christoph und Polixena Elisabeth von Teuffel, das auf 16 geschnitzten Lindenholztafeln die Passion Christi zeigt. Es wird im Stadtmuseum Dresden aufbewahrt.

#### Grabbeigaben

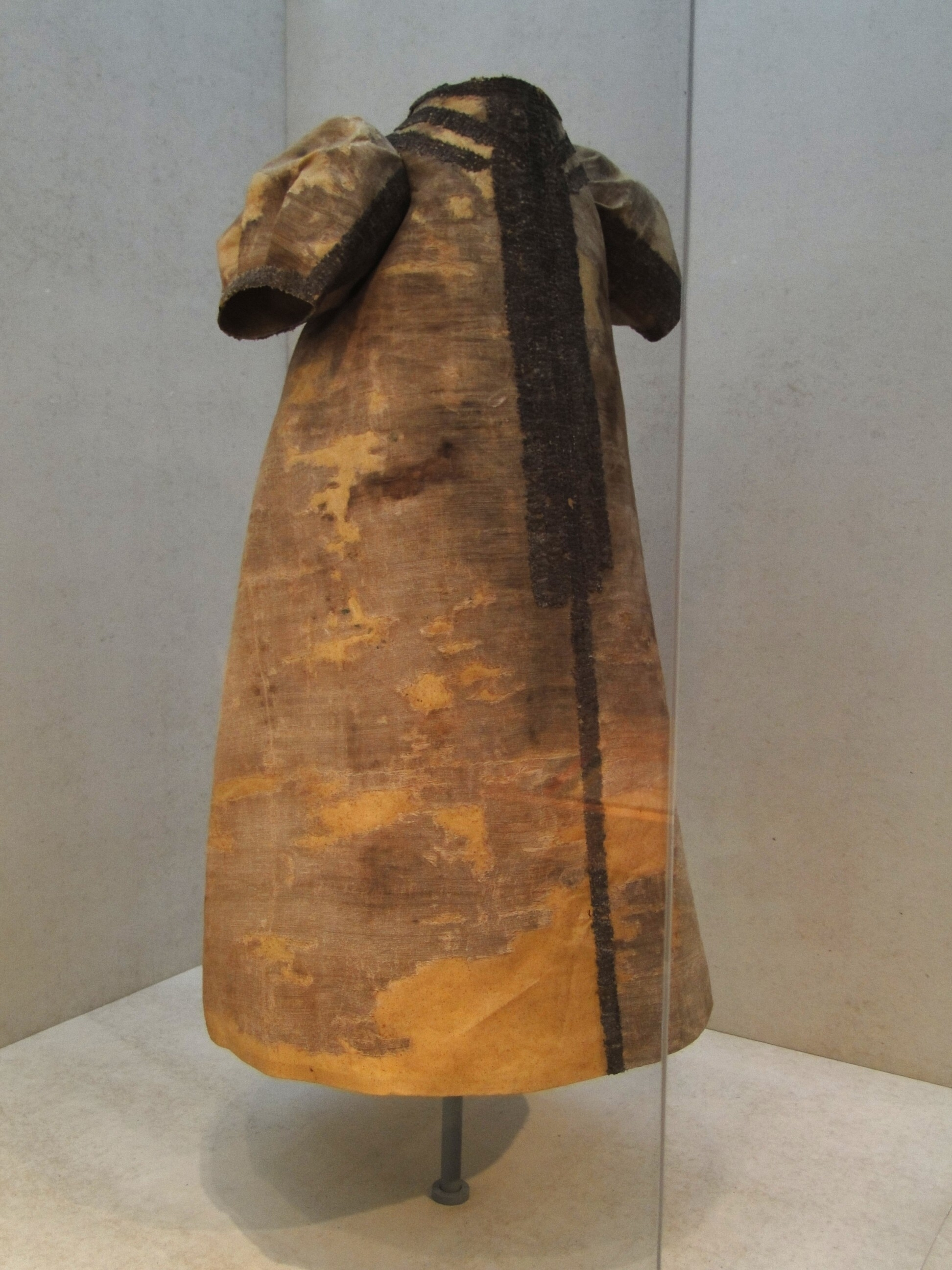
Kinderkleid aus dem 17. Jahrhundert

Bereits 1910 waren bei Arbeiten die rund 60 offenen Grüfte im Kirchraum geleert worden. Die gefundenen Wertgegenstände, darunter Armbänder, Halsketten, Ordensketten und Ringe, aber auch Christusstatuen bzw. Kruzifixe und ein Gebetbuch kamen in das Stadtmuseum. Einige Stücke erwarben Privatpersonen.

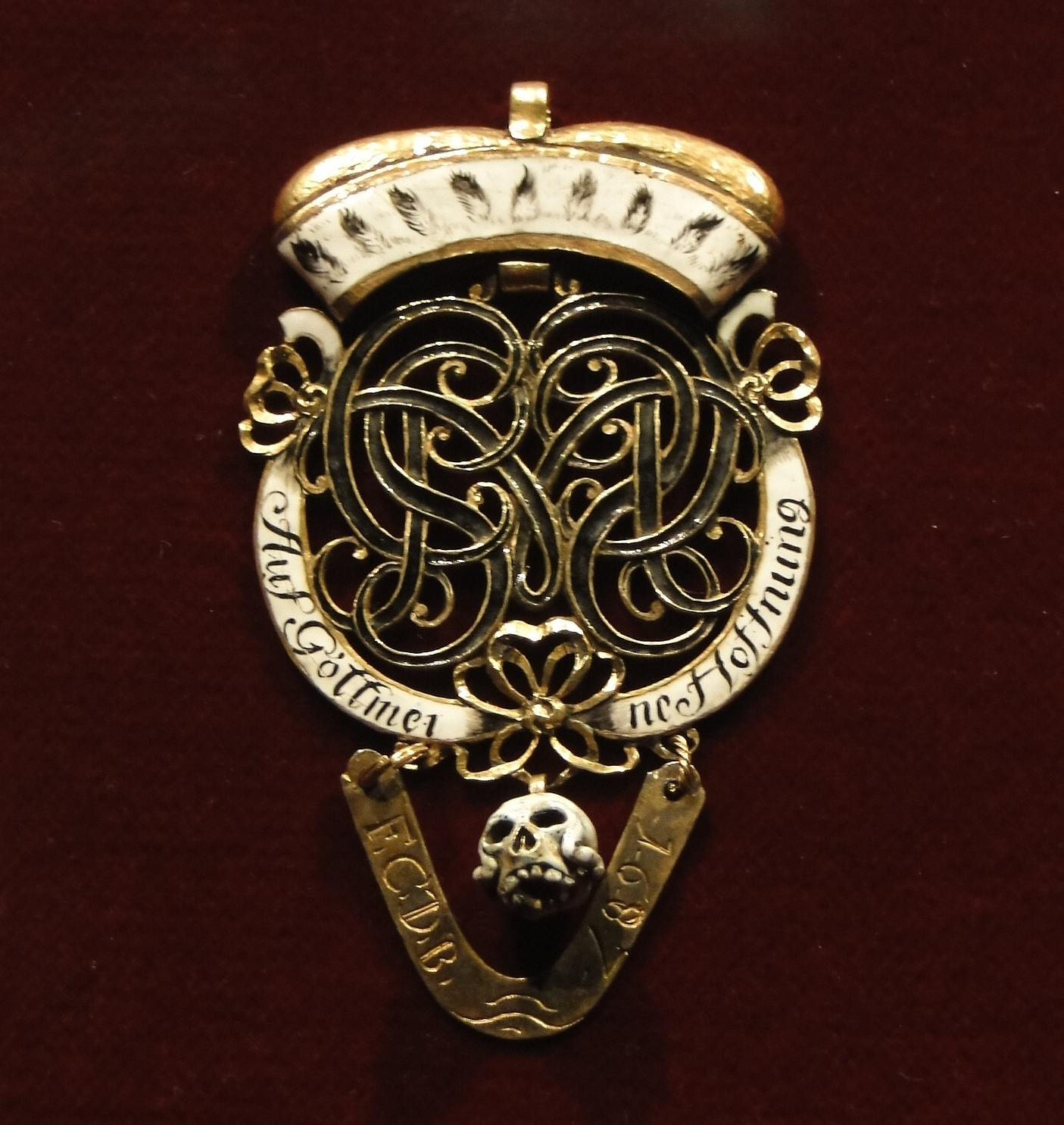
Anhänger mit Kurhut und Totenkopf aus dem Jahr 1687

Weitere Grüfte wurden 1964 bei Bauarbeiten zerstört. Notbergungen retteten aus den rund 70 Grüften weitere Grabbeigaben, die bei der Wiedereröffnung des Stadtmuseums im Jahr 1966 ausgestellt waren. Im Jahr 1977 raubten Unbekannte während der Öffnungszeiten 57 Schmuckgegenstände aus dem Stadtmuseum, darunter zahlreiche Grabbeigaben aus den Grüften der Sophienkirche. Im Jahr 1986 fand man einen ersten Teil einer Kette, weitere 38 Objekte tauchten 1999 in Oslo auf und kamen 2005 an das Museum zurück. Ein weiterer Anhänger einer Kette wurde 2002 in Hannover identifiziert und 2006 an das Museum zurückgegeben. 17 Objekte sind weiterhin verschollen.
Das Stadtmuseum Dresden hat über 100 Schmuckstücke und Wertgegenstände aus den Grüften der Sophienkirche, darunter Arm- und Halsbänder, Knöpfe, Kruzifixe, Ringe, Ketten und Anhänger. Neben Ordens- und Gesellschaftsketten aus der Zeit um 1600 sind auch Alltagsgegenstände, wie Toilettenartikel, sowie Waffen und Kleidungsstücke aus den Gräbern im Besitz des Museums. Ein 1990 rekonstruiertes Damengewand stammt aus der Zeit um 1630; ein Kinderkleid aus dem 17. Jahrhundert wurde 1964 geborgen und 1987 rekonstruiert.

## Busmannkapelle

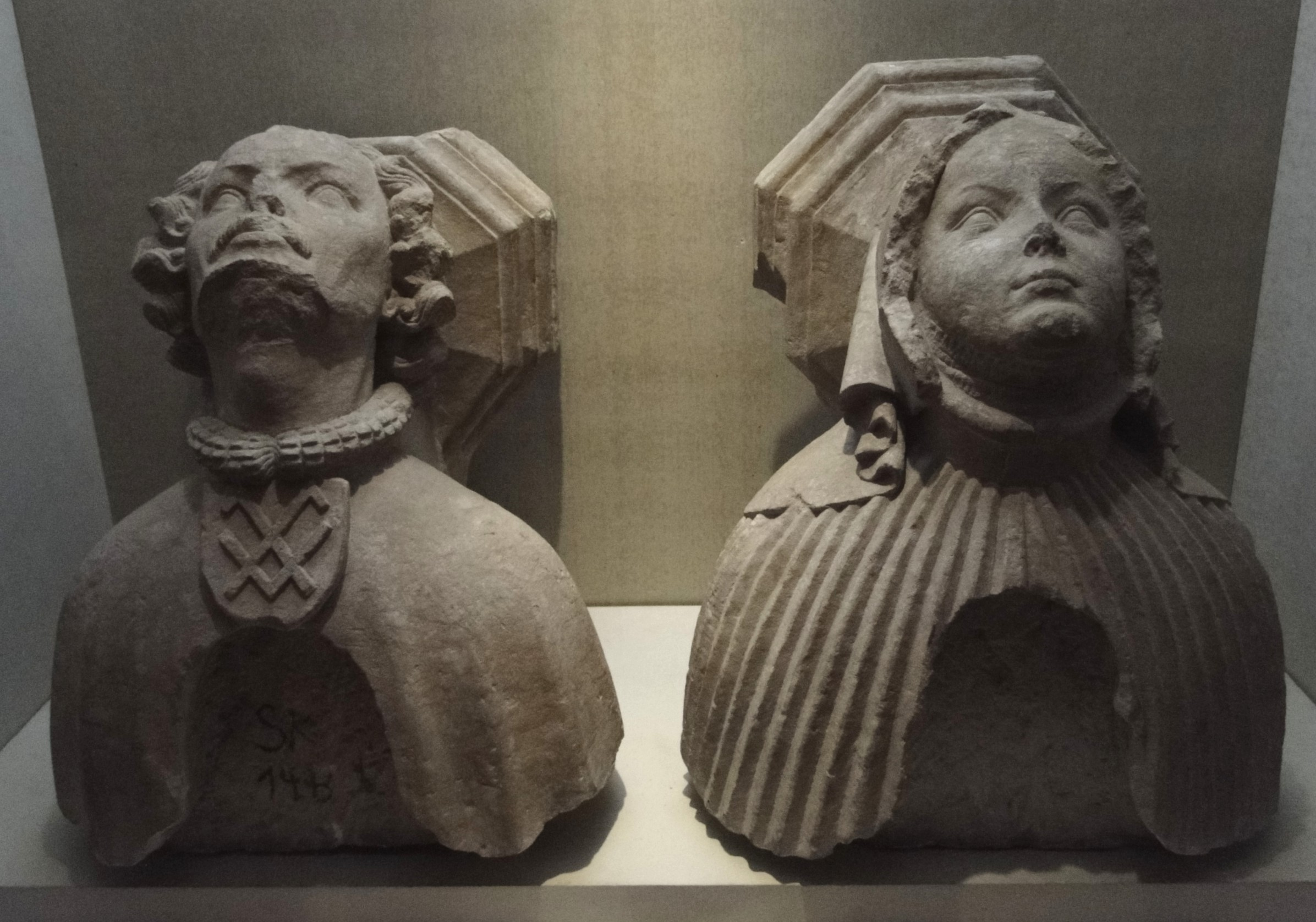
Konsolen der Busmannkapelle mit der Darstellung der Stifter

Die Busmannkapelle entstand um 1400 als Anbau an der Südostseite der Sophienkirche und diente der Stifterfamilie Busmann als Familien- und Begräbniskapelle. Nach der Reformation war die Kapelle zunächst Lagerstätte von Lebensmitteln und vorübergehend die Eingangshalle der Kirche. Wahrscheinlich ab 1737 nutzte der Oberhofprediger die Busmannkapelle als Sakristei, in der Taufen stattfanden.
Die Busmannkapelle hatte bis 1552 einen Altar mit der Darstellung des Heiligen Grabes. Zusammen mit Konsolen, die unter anderem die Stifter Lorenz Busmann und Frau Busmann zeigen, gehörte es zu dem frühesten bildhauerischen Schmuck, der im Raum Dresden nachgewiesen ist. Während der Altar 1945 zerstört wurde, sind mehrere Konsolbüsten erhalten geblieben und befinden sich im Stadtmuseum Dresden. Nach Auflösung der Schlosskapelle 1737 erhielt die Busmannkapelle deren Altar und Taufstein. Beide erlitten bei der Bombardierung Dresdens 1945 und durch Umlagerungen in den folgenden Jahren schwere Schäden und lagern, teilweise rekonstruiert, im Landesamt für Denkmalpflege Sachsen. Überreste der Busmannkapelle und Originalstücke der Sophienkirche flossen in das Bauwerk der Gedenkstätte Sophienkirche ein, das 2020 eröffnet wurde.

## Orgel

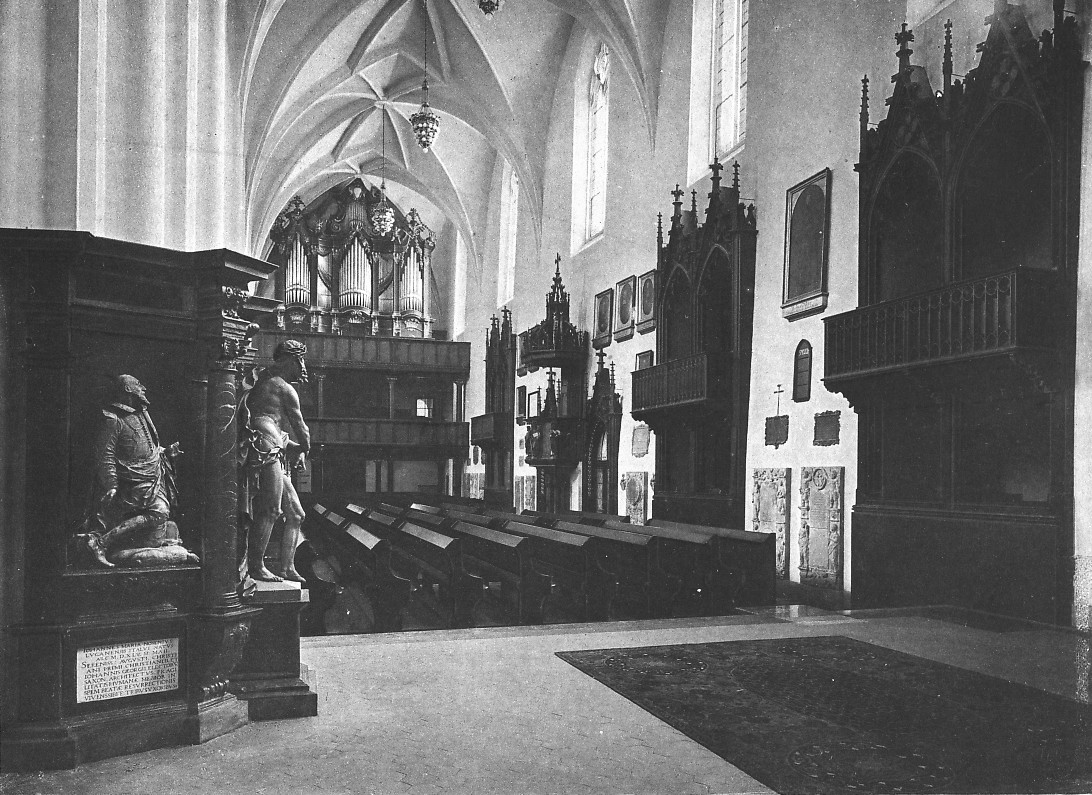
Blick vom Altarplatz zur Orgelempore, links das Nosseni-Epitaph, Fotografie aus dem Jahr 1910

Aus dem Jahr 1487 sind Reparaturen unter anderem an der ersten Orgel der Kirche überliefert; so heißt es von dem Orgelmeister, „das her hat dy orgel weder gemacht unde naw blosse balge“. Im Jahr 1624 wurden 1023 Gulden für eine neue Orgel ausgegeben, die Orgelbauer Tobias Weller gefertigt haben soll. Reparaturen an dem Instrument zogen sich bis 1640 hin.
Von 1720 bis 1721 schuf Gottfried Silbermann die neue Orgel für die Sophienkirche. Es handelte sich um die erste, die Silbermann für ein Dresdner Gotteshaus baute. Der Orgelprospekt stammt möglicherweise von George Bähr, von dem ein Entwurf überliefert ist. Um 1773 führte Johann Gottfried Hildebrandt Ausbesserungen an der Orgel durch. Weitere Reparaturen erfolgten durch Johann Andreas Uthe in den Jahren 1813 und 1816. Von 1874 bis 1875 generalüberholte Carl Eduard Jehmlich die Orgel.
Die Silbermann-Orgel befand sich zunächst auf der Empore beim Südchor der Kirche, wobei in der Busmannkapelle eine Decke eingespannt war, die als Bälgekammer der Orgel diente. 1875 kam die Orgel auf die Westseite des Nordschiffes, wobei der Prospekt erhalten blieb. Im Jahr 1945 wurde das Instrument vollständig zerstört.
An der Orgel sind Konzerte von Johann Sebastian Bach in den Jahren 1725 und 1747 bekannt. Sein Sohn Wilhelm Friedemann Bach war von 1733 bis 1746 als Organist der Sophienkirche tätig.
Disposition der Silbermann-Orgel:
| Hauptwerk   |        |
| Bordun      | 16′    |
| Principal   | 8′     |
| Spitzflöte  | 8′     |
| Rohrflöte   | 8′     |
| Octava      | 4′     |
| Spitzflöte  | 4′     |
| Quinta      | 3′     |
| Superoctava | 2′     |
| Tertia      | 1 3⁄5′ |
| Mixtura IV  |        |
| Cimbeln     | 1 ⁄3′  |
| Cornet V    |        |
| Trompete    | 8′     |
| Clarin      | 4′     |
|             |        |

| Oberwerk    |       |
| Quintadena  | 16′   |
| Principal   | 8′    |
| Grobgedackt | 8′    |
| Quintadena  | 8′    |
| Octava      | 4′    |
| Rohrflöte   | 4′    |
| Nasat       | 3′    |
| Octava      | 2′    |
| Quinta      | 1 ⁄2′ |
| Sifflet     | 1′    |
| Mixtura III |       |
| Vox humana  | 8′    |
| Unda maris  | 8′    |

| Pedal         |     |
| Principalbass | 16′ |
| Subbass       | 16′ |
| Posaune       | 16′ |
| Trompete      | 8′  |

Anmerkungen
1. ↑  Aus der Glauchauer Silbermann-Orgel stammend, 1836 eingebaut, 1936 durch Regal 8′ ersetzt.
2. ↑  1747 von Johann George und David Schubert angefertigt, 1875 durch Octavbass 8′, Octavbass 4′ und Aeoline 8′ ersetzt.

## Glocken

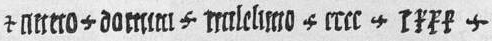
Inschrift der „Silberglocke“

Aus dem Jahr 1486 ist überliefert, dass die damalige Klosterkirche eine neue Glocke erhielt. Heinrich Kannengießer goss sie kostenlos. Da den Bettelorden Glockentürme mit vollem Geläut nicht erlaubt waren, fand sie ihren Platz im Dachreiter. Im Jahr 1677 goss Andreas Herold eine mittlere und eine große Glocke für die Dresdner Schlosskapelle. Zusammen mit zwei weiteren Glocken der Schlosskapelle wurden sie 1737 auf dem neu erbauten Glockenturm der Sophienkirche angebracht. Während des Arnoldschen Umbaus erhielt die Sophienkirche zwei Glockentürme, in denen bereits 1866 das Geläut eingerichtet wurde. Es handelte sich um drei Glocken der alten Schlosskapelle, die auf 1677 datiert waren. Eine vierte Glocke ergänzte das Geläut im Jahr 1868.
Im Jahr 1940 bereitete man die Glocken der Sophienkirche für die Ablieferung als Reichsmetallspende vor. Eine Bestandsaufnahme am 23. April 1940 zählte vier Bronzeglocken, davon die größte auf dem Nordturm und drei weitere auf dem Südturm. Die kleinste der Glocken des Südturms gehörte damals nicht mehr zum Geläut und stammte aus vorreformatorischer Zeit. Vermutlich handelte es sich um die 1486 gegossene Glocke.
Die Glocken verblieben jedoch bis zur Bombardierung der Kirche im Glockenstuhl, wo sie die Zerstörung der Kirche überstanden. Die Demontage der Glocken erfolgte 1948. Die große Glocke des Nordturms und eine mittlere Glocke des Südturms gingen an die Emmauskirche in Kaditz über. Beide Glocken sind erhalten und wurden von 2006 bis 2007 in Nördlingen restauriert. Die Kapelle Mickten erhielt die kleine Glocke aus dem Jahr 1486, die sich im Dachreiter der zum Gemeindehaus umgestalteten Kapelle an der Homiliusstraße befindet und nicht mehr funktionsfähig ist.
Die 1940 erwähnte vierte Glocke fehlte bei der Demontage 1948. Nicht bekannt ist, ob sie bei der Bombardierung der Kirche zerstört oder 1940 als einzige Glocke der Sophienkirche abgeliefert wurde.
| Bild | Name            | Schlagton | Jahr     | Masse         | Größe                                                        | Inschrift und Schmuck | Erhalt |
| ---- | --------------- | --------- | -------- | ------------- | ------------------------------------------------------------ | --- | --- |
|      | Kleine Glocke   | cis3      | 1486 (?) | 35 Kilogramm  | 37 Zentimeter hoch, unterer Durchmesser 41,5 Zentimeter      | anno domini . milesimo . CCCCLXXX | aus dem Südturm, bis 2017 als Leihgabe im Dachreiter des Gemeindehauses Mickten, jetzt in der Gedenkstätte Sophienkirche Dresden |
|      | Mittlere Glocke | a1        | 1677     | 400 Kilogramm | unterer Durchmesser 88 Zentimeter                            | AB ELECTORE IOHANNE GEORGIO SECUNDO ARX JSTA INSTAVRATA INSIGNITER / TURRIS FACTA ALTIOR NOLAEGUE HAE SUSPENSAE DUCES VIVAT RUTA SAXENIA; I.G.II.H.Z.S.I.C.V.B.C. / M.D.C.LXXVII. (Vorderseite); GOSS MICH ANDREAS HEROLD (Rückseite); kursächsisches und ein weiteres Wappen | aus dem Südturm, Geläut der Emmauskirche Kaditz                                                                                  |
|      | Große Glocke    | fis1      | 1677     | 750 Kilogramm | unterer Durchmesser 109 Zentimeter                           | AB ELECTORE IOHANNE GEORGIO SECUNDO ARX JSTA INSTAVRATA INSIGNITER / TURRIS FACTA ALTIOR NOLAEGUE HAE SUSPENSAE DUCES VIVAT RUTA SAXENIA; I.G.II.H.Z.S.I.C.V.B.C. / M.D.C.LXXVII. (Vorderseite); GOSS MICH ANDREAS HEROLD (Rückseite); kursächsisches und ein weiteres Wappen | aus dem Nordturm, Geläut der Emmauskirche Kaditz                                                                                 |
| –    | Mittlere Glocke | cis2      | 1868     | ?             | unterer Durchmesser 71 Zentimeter, innere Höhe 50 Zentimeter | Gegossen von Johann Gotthelf Große K. S. Stückgießer in Dresden Cis No 504; Wer aber Christus Geist nicht hat, der ist nicht sein (Vorderseite unter einem Christuskopf); Die Liebe höret nimmer auf (Rückseite unter Abendmahlskelch auf offener Bibel)                      | aus dem Südturm, Verbleib nach 1940 unbekannt                                                                                    |

## Sophienkirchhof

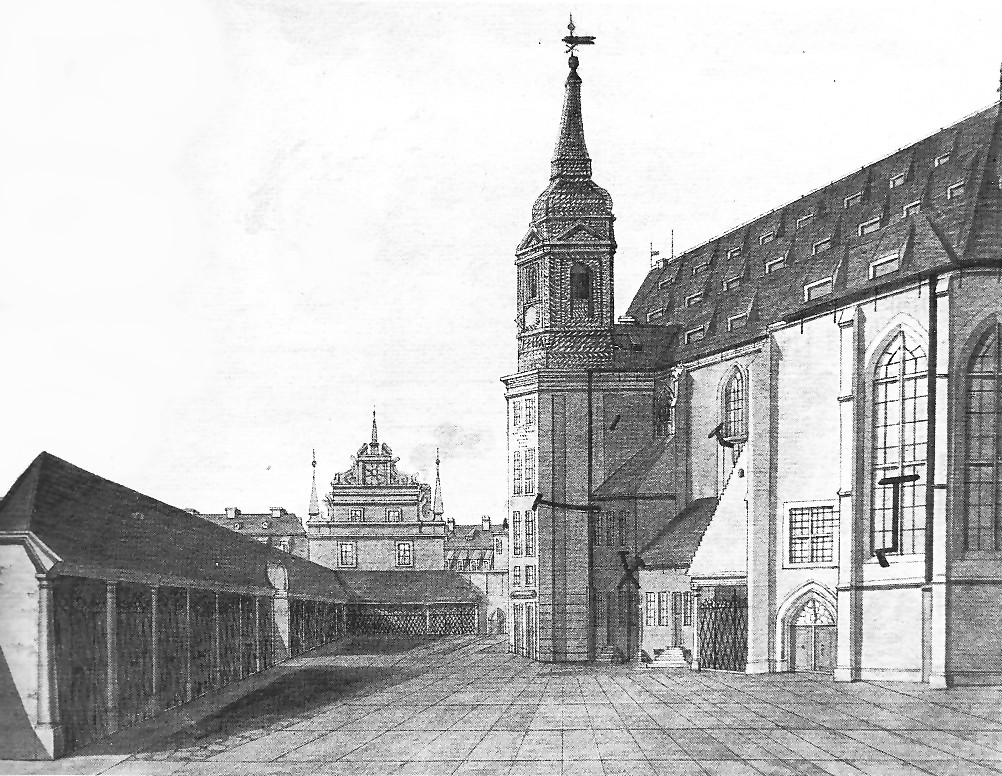
Die Sophienkirche um 1810 mit dem noch teilerhaltenen Kirchhof und Mauer

Der Sophienkirchhof entstand 1602 anstelle des Klosterstalles östlich und südlich der Kirche. Er lag unmittelbar am alten Kirchhof des Franziskanerklosters. An der Süd- und Ostseite umgab ihn ab 1619 eine Mauer, an der mehrere gewölbte Schwibbögen entstanden.
Während die Kirche als Bestattungsort des Adels galt, fanden auf dem Sophienkirchhof vornehmlich Bürger ihre Ruhestätte. Einer der prominenten Beerdigten auf dem Kirchhof war vermutlich Christoph Kormart. Die letzte Bestattung auf dem Kirchhof fand 1740 statt. Auf Wunsch des Kurfürsten begann 1794 der Abriss der 36 noch bestehenden Begräbnisstätten, der 1824 abgeschlossen war. Im selben Jahr wurde die Kirchhofsmauer zur Großen Brüdergasse und zum Quergässchen abgerissen.